# Liste der Biografien/Wr
Liste der Biografien |
Portal Biografien |
Personensuche
# |
A |
B |
C |
D |
E |
F |
G |
H |
I |
J |
K |
L |
M |
N |
O |
P |
Q |
R |
S |
T |
U |
V |
W |
X |
Y |
Z |
?
 
Wa |
Wc |
Wd |
We |
Wh |
Wi |
Wj |
Wl |
Wn |
Wo |
Wr |
Ws |
Wt |
Wu |
Ww |
Wy |
Wz
Die Liste der Biografien führt alle Personen auf, die in der deutschsprachigen Wikipedia einen Artikel haben. Dieses ist eine Teilliste mit 752 Einträgen von Personen, deren Namen mit den Buchstaben „Wr“ beginnt.

## Wr

### Wra
- Wraa, Christian (1825–1895), schleswig-holsteinischer Marineoffizier, Erfinder und Hasardeur
- Wraae Knudsen, Kim (* 1977), dänischer Kanute
- Wraber, Luka (* 1990), österreichischer Badmintonspieler
- Wraber, Maks (1905–1972), jugoslawischer Pflanzensoziologe
- Wrabetz, Alexander (* 1960), österreichischer Generaldirektor des ORFAlexander Wrabetz (* 1960)

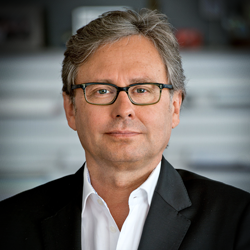
Alexander Wrabetz (* 1960)

- Wrabetz, Karl (1846–1924), österreichischer Lithograf, Fotograf, Person des österreichischen Genossenschaftswesen
- Wrabetz, Karl (1928–1997), deutscher Physiko-Chemiker und Schriftsteller
- Wrachtrup, Jörg (* 1961), deutscher Physiker
- Wrage von Pustau, Greta (1902–1989), deutsche Tänzerin, Ballettmeisterin und Tanzpädagogin
- Wrage, Bertha (* 1890), deutsche Malerin
- Wrage, Hans (1921–2012), deutscher Freilichtmaler
- Wrage, Hinrich (1843–1912), deutscher Landschaftsmaler und Grafiker
- Wrage, Klaus (1891–1984), deutscher Maler und Grafiker
- Wrage, Susanne-Marie (* 1965), deutsche Theater- und Filmschauspielerin und Theaterregisseurin
- Wrage, Wilhelm (1861–1942), deutscher Maler
- Wrage, Wilhelmine (1859–1945), deutsche Malerin
- Wragg, Joseph (1698–1751), amerikanischer Kaufmann, Sklavenhändler und Politiker
- Wraggett, Wes (* 1953), kanadischer Komponist, Gitarrist und Musikpädagoge
- Wraith, Alexander (* 1984), US-amerikanischer SchauspielerAlexander Wraith (* 1984)

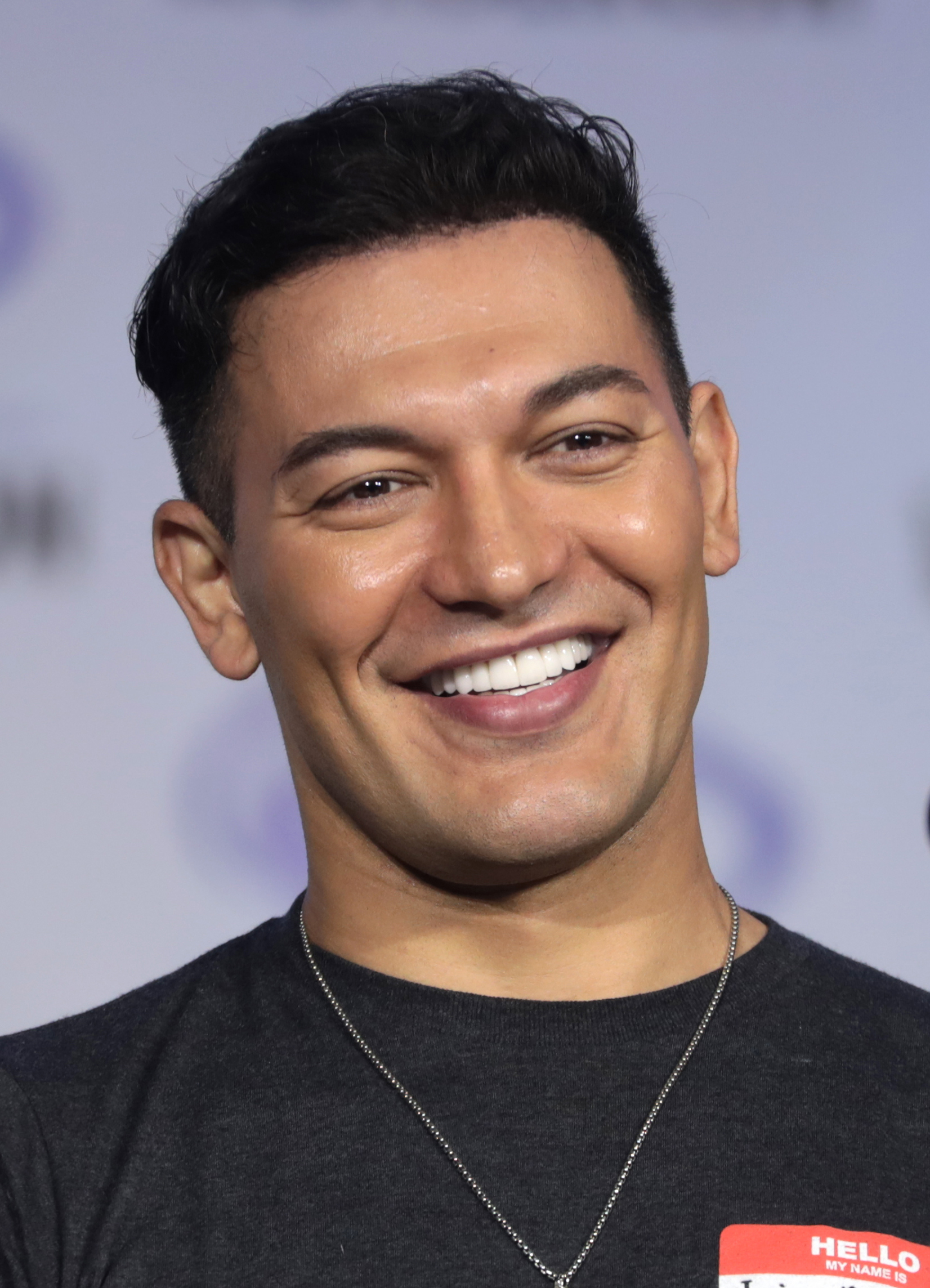
Alexander Wraith (* 1984)

- Wrampe, Ernst, deutscher Militär im Fürstentum Braunschweig-Wolfenbüttel und Beamter
- Wrampe, Fritz (1893–1934), deutscher Bildhauer, Zeichner und Graphiker
- Wran, Neville (1926–2014), australischer Jurist und Politiker
- Wrana, Jeff, kanadischer Onkologe
- Wrana, Joachim (1909–1986), deutscher Elektroingenieur und Professor für Elektrotechnik
- Wranå, Rasmus (* 1994), schwedischer Curler
- Wrana, Stefan (* 1990), deutscher Sänger, Musikproduzent, Komponist und Autor
- Wrangel, Alexander Jegorowitsch (1833–1915), russischer Diplomat
- Wrangel, Alexander Jewstafjewitsch (1804–1880), russischer General der Infanterie
- Wrangel, Anna (1876–1941), deutsch-schwedische Porträt- und Landschaftsmalerin, Zeichnerin und Grafikerin
- Wrangel, Anton Johan (1679–1762), schwedischer Graf und Admiral der schwedischen Marine
- Wrangel, Anton Johan (1724–1799), schwedischer Graf, Admiral der schwedischen Marine und Präsident des Admiralitätsrates
- Wrangel, August Friedrich Ludwig von (1774–1851), preußischer Generalleutnant
- Wrangel, Carl Gustaf (1613–1676), schwedischer Feldmarschall und Staatsmann
- Wrangel, Carl Gustav Otto Christian (1839–1908), schwedischer Hippologe
- Wrangel, Carl Heinrich (1681–1755), schwedischer Feldmarschall
- Wrangel, Fabian von (1651–1737), kaiserlich-habsburgischer Feldmarschall
- Wrangel, Ferdinand von (1797–1870), deutsch-baltischer Marineoffizier, Sibirienreisender, Weltumsegler und GeographFerdinand von Wrangel (1797–1870)

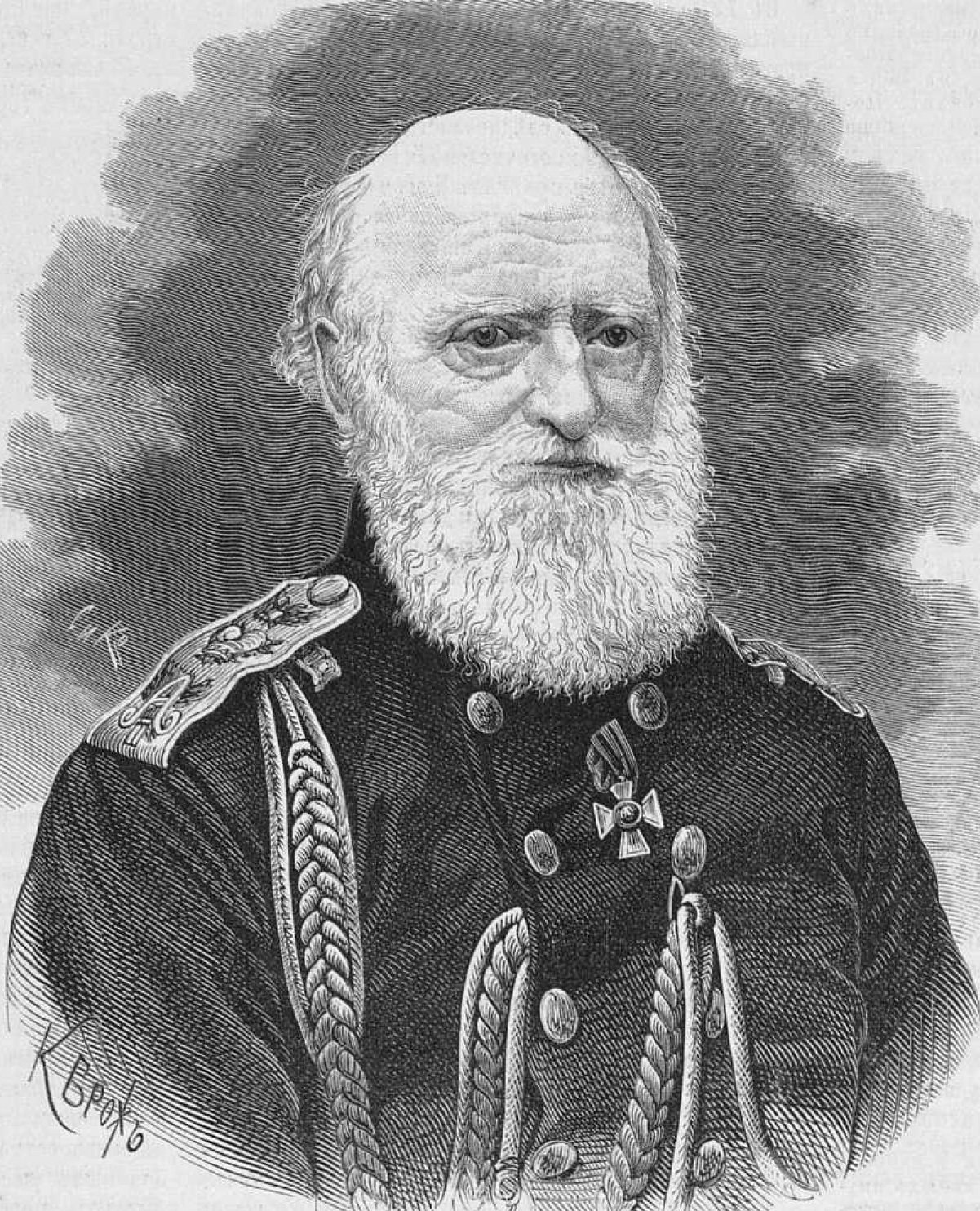
Ferdinand von Wrangel (1797–1870)

- Wrangel, Fredrik Ulrik (1853–1929), schwedischer Graf, Maler, Hofbeamter, Historiker und Autor
- Wrangel, Friedrich Ernst von (1720–1805), preußischer Generalmajor und zuletzt Kommandant von Kolberg
- Wrangel, Friedrich von (1784–1877), preußischer Generalfeldmarschall
- Wrangel, Georg von (1783–1841), russischer Jurist
- Wrangel, Gustav von (1807–1859), preußischer Landrat in der Provinz Ostpreußen im Kreis Gerdauen (1853–1859)
- Wrangel, Helmold Wilhelm (1599–1647), finnischer General
- Wrangel, Hermann von (1587–1643), schwedischer Feldmarschall
- Wrangel, Karl von (1812–1899), preußischer General der Infanterie
- Wrangel, Moritz von, Bischof von Reval
- Wrangel, Olaf Baron von (1928–2009), deutscher Journalist und Politiker (CDU), MdB
- Wrangel, Pjotr Nikolajewitsch (1878–1928), russischer General während des Russischen BürgerkriegesPjotr Nikolajewitsch Wrangel (1878–1928)

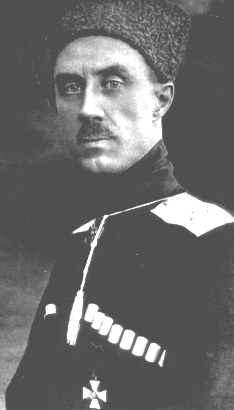
Pjotr Nikolajewitsch Wrangel (1878–1928)

- Wrangel, Wolf von (1897–1987), deutscher Verwaltungsjurist, Landrat in Mohrungen, Oberkreisdirektor in Hann. Münden
- Wrangel, Wolmar (1641–1675), schwedischer Freiherr und Militär
- Wrangel, Wolmar von (1634–1685), kurbrandenburgischer Oberst und Regimentskommandeur
- Wrangell, Alexander von (1896–1987), deutscher Politiker (NSDAP), MdR
- Wrangell, Basil (1906–1977), US-amerikanischer Filmeditor und Filmregisseur russischer Abstammung
- Wrangell, Berend Johann von (* 1662), Ritterschaftshauptmann der estländischen Ritterschaft
- Wrangell, Berend Reinhold von († 1710), Ritterschaftshauptmann der estländischen Ritterschaft
- Wrangell, Dietrich (1637–1706), schwedischer Admiralleutnant
- Wrangell, Ferdinand von (1844–1919), russischer Marineoffizier, Hochschullehrer und Schriftsteller
- Wrangell, Georges (1866–1927), Historiker, Jurist und estländisch-ritterschaftlicher Archivar und Genealoge
- Wrangell, Heinrich Johann von (1736–1813), russischer Generalleutnant, Geheimrat und Gouverneur in Estland
- Wrangell, Karl von (1800–1872), russischer General der Infanterie
- Wrangell, Margarete von (1877–1932), deutsch-baltische Agrikulturchemikerin und erste ordentliche Professorin in Deutschland
- Wrangell, Otto Fabian von (1655–1726), estländischer Ritterschaftshauptmann
- Wrangell, Wilhelm von (1831–1894), estländischer Ritterschaftshauptmann und Landrat
- Wrangell, Wilhelm von (1894–1976), estnischer Staatsrat
- Wrangham, Richard (* 1948), britischer Primatologe und Forscher auf dem Gebiet der Evolutionären Anthropologie
- Wrangler, Jack (1946–2009), US-amerikanischer Schauspieler
- Wranitzky, Anton (1761–1820), österreichischer Komponist
- Wranitzky, Friedrich (1798–1839), österreichischer Cellist
- Wranitzky, Paul (1756–1808), österreichischer KomponistPaul Wranitzky (1756–1808)

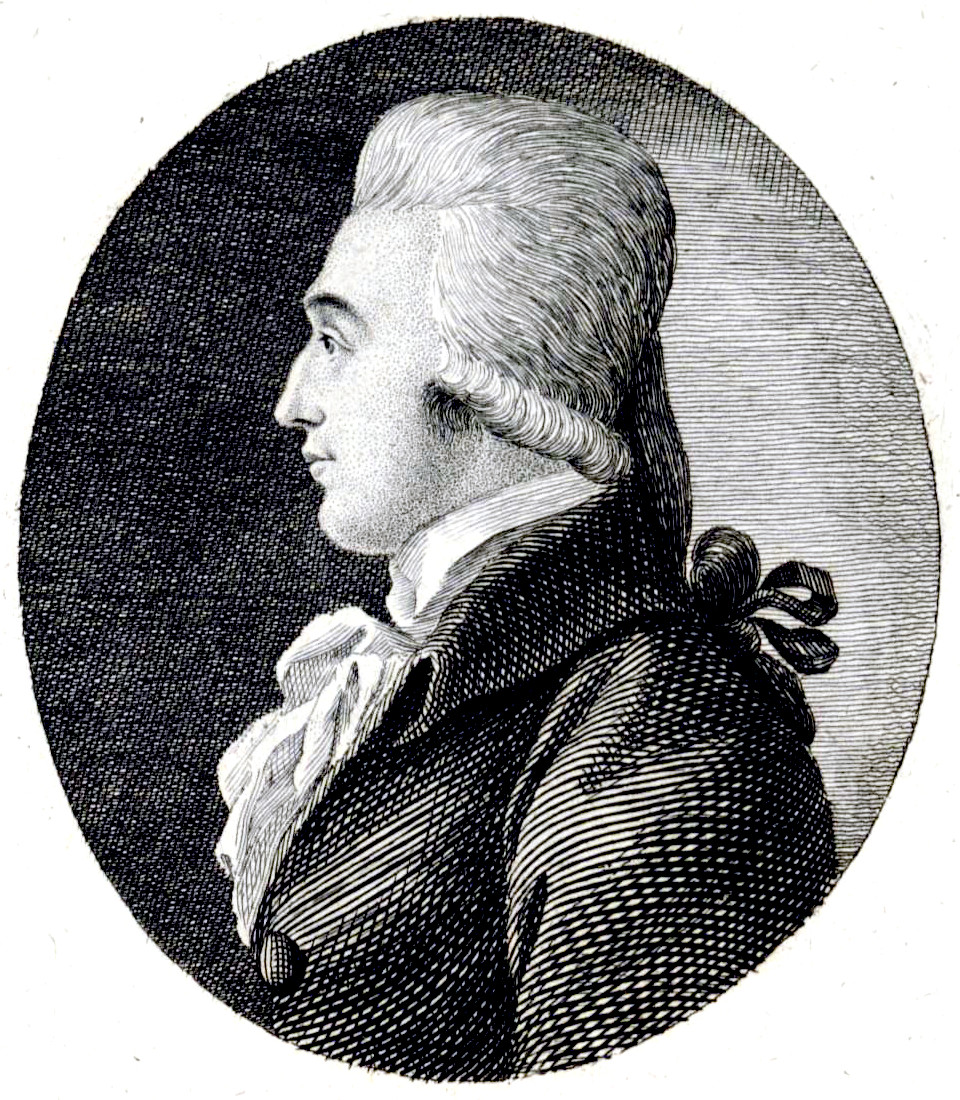
Paul Wranitzky (1756–1808)

- Wrann, Bartholomäus (1813–1885), österreichischer Politiker
- Wrasama, Kathleen, äthiopisch-britische Community-Organisatorin
- Wraschtil, Hermann (1879–1950), österreichischer Leichtathlet und ÖLV-Präsident
- Wrase, Tina (1960–2000), deutsche Jazzmusikerin (Saxophon/Klarinette)
- Wraske, Johann Christian (1817–1896), deutscher Porträtmaler und Historienmaler der Düsseldorfer Schule
- Wrate, Jeanette, amerikanische Jazzmusikerin
- Wrathall, John James (1913–1978), rhodesischer Politiker, Präsident Rhodesiens
- Wratislaw von Mitrowitz, Eugen (1786–1867), altösterreichischer General
- Wratislaw von Mitrowitz, Johann Adam (1677–1733), Bischof von Königgrätz, Bischof von Leitmeritz, ernannter Erzbischof von Prag
- Wratislaw von Mitrowitz, Johann Joseph (1694–1753), Bischof von Königgrätz
- Wratislaw von Mitrowitz, Johann Wenzel (1669–1712), böhmischer Kanzler und Diplomat
- Wratsch, Georg (1928–2006), deutscher Szenenbildner
- Wratschgo, Max (* 1937), österreichischer Pädagoge und Europaaktivist
- Wratschko, Arnold Karl (1900–1973), österreichischer Landschaftsmaler
- Wratt, David (* 1949), neuseeländischer Klimatologe
- Wratten, Bill (* 1939), britischer Air Chief Marshal
- Wratzjan, Simon (1882–1969), Ministerpräsident Armeniens
- Wratzlawek, Hans (* 1913), deutscher Fußballspieler
- Wraw, John (1959–2017), britischer Bischof der Anglikanischen Kirche
- Wray, Christopher A. (* 1966), US-amerikanischer Jurist und Regierungsbeamter
- Wray, Fay (1907–2004), US-amerikanische SchauspielerinFay Wray (1907–2004)

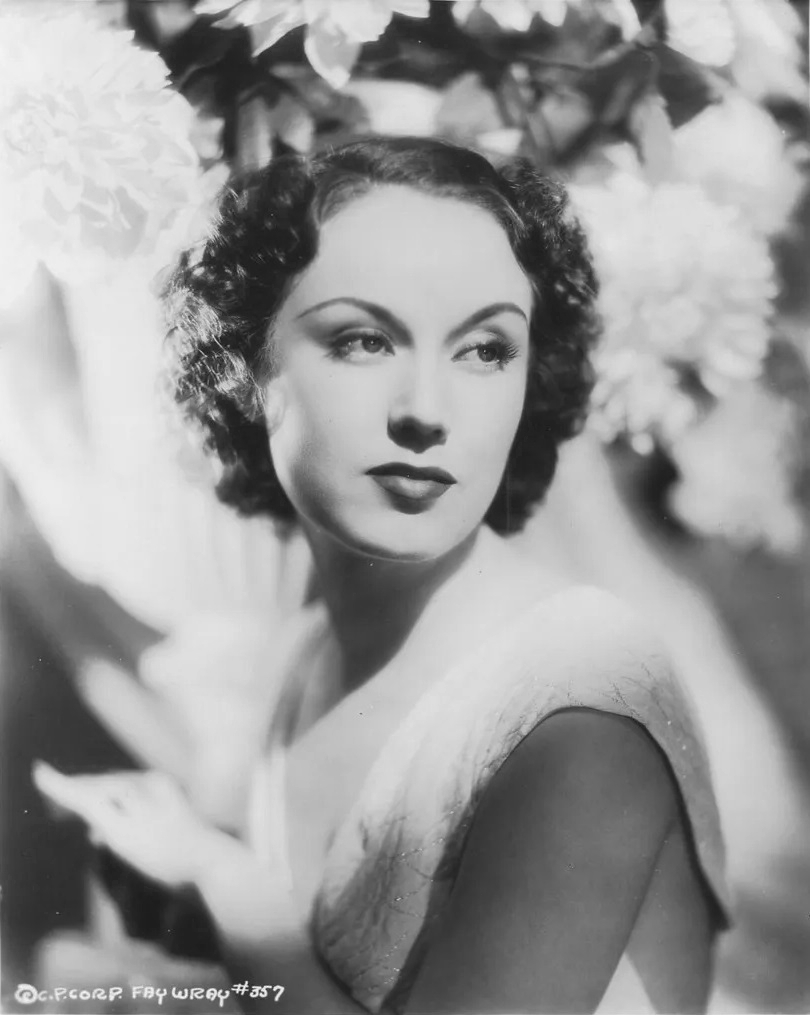
Fay Wray (1907–2004)

- Wray, John (1887–1940), US-amerikanischer Schauspieler
- Wray, John (* 1971), US-amerikanisch-österreichischer Schriftsteller
- Wray, Ken (1925–1977), britischer Jazzmusiker
- Wray, L. Randall (* 1953), US-amerikanischer Hochschullehrer, Professor für Ökonomie an der University of Missouri-Kansas City
- Wray, Link (1929–2005), US-amerikanischer MusikerLink Wray (1929–2005)

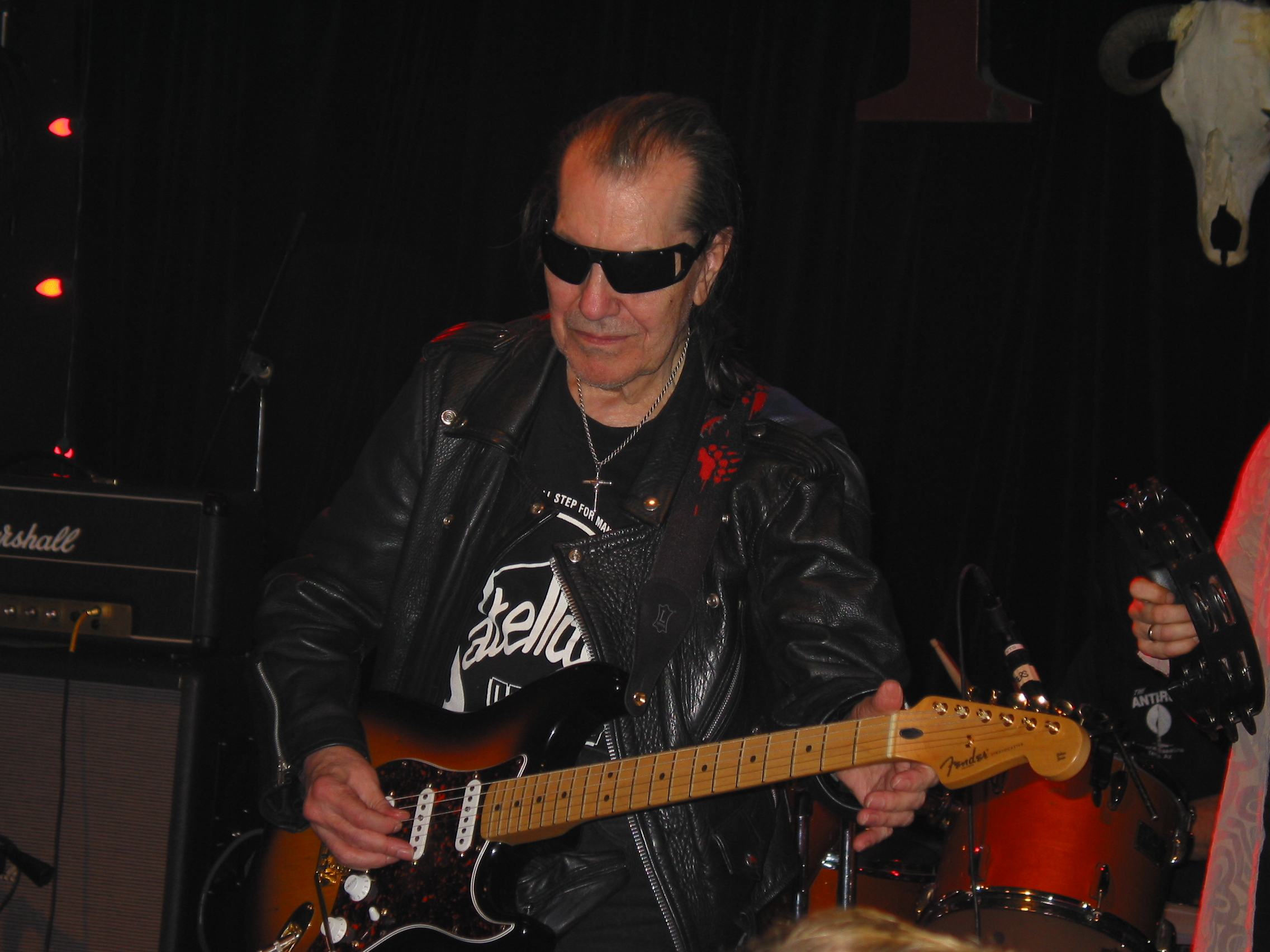
Link Wray (1929–2005)

- Wray, Lucky (1924–1979), US-amerikanischer Country- und Rockabilly-Musiker
- Wray, Lyliana (* 2004), US-amerikanische Schauspielerin
- Wray, Nicole (* 1981), US-amerikanische R&B-Sängerin
- Wray, Sarah Claire (* 1993), deutsche Autorin und Regisseurin
- Wray, Shalysa (* 1999), kaimanische Sprinterin
- Wray, Stephen (1962–2009), bahamaischer Hochspringer
- Wray, Yvette (* 1958), britische Fünfkämpferin, Hürdenläuferin und Sprinterin
- Wrazidlo, Georg (1917–1959), deutscher Arzt und Opfer des Nationalsozialismus und des Stalinismus

### Wrb
- Wrba, Ernst (* 1956), österreichischer Fotodesigner und Autor
- Wrba, Georg (1872–1939), deutscher Bildhauer und Grafiker
- Wrba, Karl (1900–1973), österreichischer Politiker (SPÖ), Landtagsabgeordneter
- Wrba, Ludwig (1844–1927), österreichischer Beamter und Eisenbahnminister
- Wrba, Theobald (1868–1943), österreichischer Zisterzienser und Abt von Lilienfeld
- Wrbican, Matt (1959–2019), amerikanischer Archivar
- Wrbka, Erwin (1929–2012), österreichischer Beamter im Bundesministerium für Verkehr
- Wrbna, Andreas von († 1241), schlesischer Adliger
- Wrbna, Rudolph von (1761–1823), österreichischer Beamter
- Wrbna-Freudenthal, Eugen von (1822–1882), österreichischer Generalmajor
- Wrbna-Freudenthal, Eugen Wenzel von (1728–1789), Politiker während der Habsburgermonarchie
- Wrbna-Freudenthal, Ladislaus von († 1849), österreichischer Feldmarschallleutnant
- Wrbna-Freudenthal, Rudolf Eugen von (1813–1883), Mitglied des Herrenhauses des österreichischen Reichsrates, Direktor der Hofoper
- Wrbna-Kaunitz, Josefine (1896–1973), deutsche Vermögensverwalterin

### Wre
- Wreckless Eric (* 1954), britischer Rock-SängerWreckless Eric (* 1954)

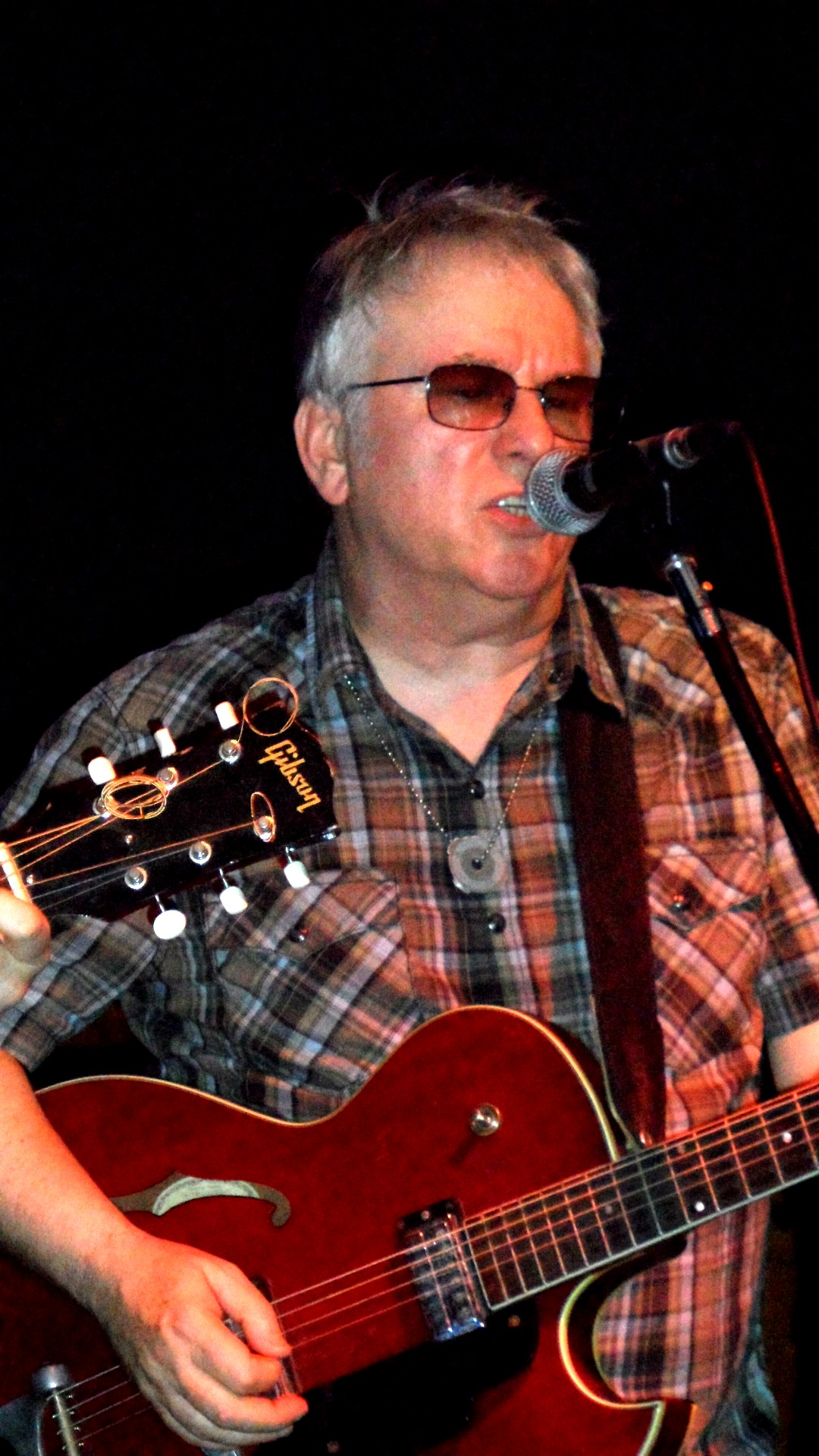
Wreckless Eric (* 1954)

- Wrede zu Amecke, Theodor Joseph von (1736–1808), Domherr in verschiedenen Bistümern
- Wrede, Adam (1875–1960), deutscher Philologe, Sprachwissenschaftler und Volkskundler
- Wrede, Adolph von (1807–1863), deutscher Forschungsreisender
- Wrede, Adrian de († 1599), Domherr in Münster
- Wrede, Alexandra von (1926–2018), deutsch-ungarische Wohltäterin und Ehrendame des Souveränen Malteserordens
- Wrede, Andreas (* 1956), deutscher Journalist, Dozent an der Hamburg Media School
- Wrede, Anja (* 1968), deutsche Spieleautorin
- Wrede, Aviva (* 1999), schwedische Schauspielerin
- Wrede, Barbara (* 1966), deutsche bildende Künstlerin und Autorin
- Wrede, Bert (* 1961), deutscher Komponist, Bühnen- und Filmmusiker
- Wrede, Borchard, Lübecker Handwerker, Mitglied im Lübecker Bürgerausschuss 1530
- Wrede, Carl Joseph von (1761–1829), Beamter im Großherzogtum Hessen und dort Minister und Landtagsabgeordneter
- Wrede, Carl Philipp von (1767–1838), bayerischer Feldmarschall, Politiker und DiplomatCarl Philipp von Wrede (1767–1838)

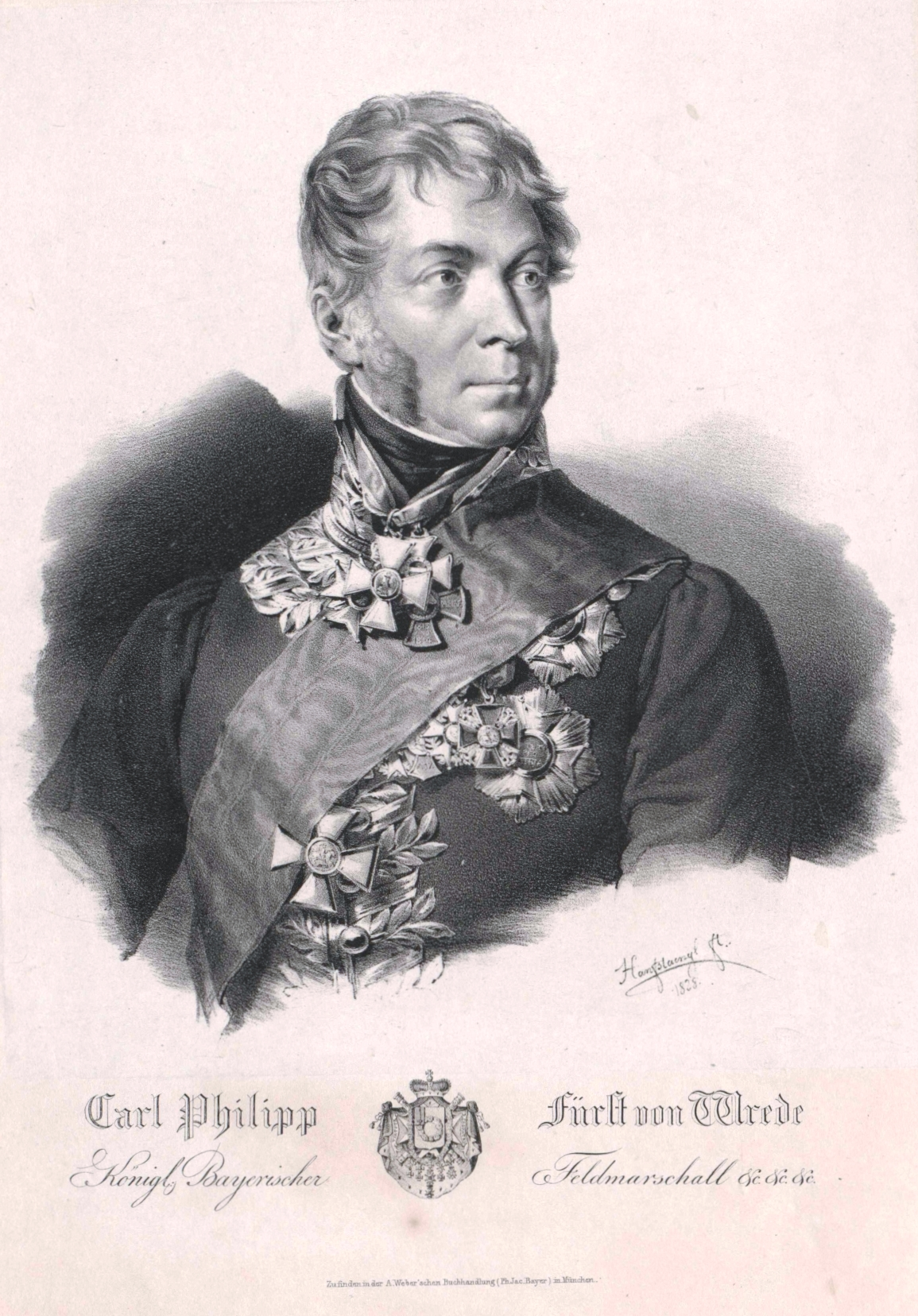
Carl Philipp von Wrede (1767–1838)

- Wrede, Carl von (1830–1901), Landrat des Kreises Warendorf (1866–1899)
- Wrede, Caspar († 1570), Domherr in Münster
- Wrede, Christian (1896–1971), deutscher Bildhauer
- Wrede, Christian Maria Anton von (1747–1802), Domherr in Münster und Osnabrück
- Wrede, Engelbert Anton von (1742–1808), Dompropst in Münster
- Wrede, Eric (* 1980), deutscher Bestatter, Autor, Podcaster und Moderator
- Wrede, Ernst (1914–2008), deutscher Manager und Verbandsfunktionär
- Wrede, Ernst Friedrich (1766–1826), deutscher, evangelischer Theologe, Naturforscher, Mathematiker und Physiker
- Wrede, Eugen von (1806–1845), bayerischer Justizbeamter und Regierungspräsident
- Wrede, Fabian (1760–1824), schwedischer Staatsmann und Feldmarschall
- Wrede, Ferdinand (1863–1934), deutscher Sprachwissenschaftler
- Wrede, Ferdinand von (1619–1685), Landdrost des Herzogtums Westfalen
- Wrede, Friedrich von (1787–1869), deutscher Landrat des Kreises Iserlohn
- Wrede, Fritz (1868–1945), deutscher Drehorgel- und Orchestrienbauer
- Wrede, Günther (1900–1977), deutscher Historiker und Archivar
- Wrede, Hans-Heinrich (* 1946), deutscher Diplomat
- Wrede, Hans-Joachim (* 1957), deutscher Fußballspieler
- Wrede, Helena Elisabeth von († 1728), Äbtissin im Stift Nottuln
- Wrede, Henning (* 1939), deutscher Klassischer Archäologe
- Wrede, Ilka von (1838–1913), Philanthropin
- Wrede, Jens-Peter (* 1957), deutscher Segler
- Wrede, Johann Ernst, deutscher Mediziner, Anatom, Chirurg, Generalstabsarzt und Lehrbeauftragter
- Wrede, Johannes, Domherr in Münster
- Wrede, Joseph von (1896–1981), deutscher Politiker der CDU
- Wrede, Julius (1881–1958), deutscher Verwaltungsbeamter, Bankmanager und Rittergutsbesitzer
- Wrede, Karl Theodor von (1797–1871), bayerischer Verwaltungsbeamter und RegierungspräsidentKarl Theodor von Wrede (1797–1871)

Karl Theodor von Wrede (1797–1871)

- Wrede, Klaus-Jürgen (* 1963), deutscher Spieleautor
- Wrede, Konrad (1865–1947), deutscher Militär, Kunstsammler und Mäzen
- Wrede, Lothar (1930–2019), deutscher Politiker (SPD), MdL, MdB
- Wrede, Ludwig (1894–1965), österreichischer Eiskunstläufer
- Wrede, Marie Elisabeth (1898–1981), österreichische Kunstmalerin
- Wrede, Martin (* 1969), deutscher Historiker
- Wrede, Mathilda (1864–1928), finnlandschwedische Aristokratin
- Wrede, Matthias (1614–1678), deutscher Kaufmann und Stifter
- Wrede, Nikolaus von (1837–1909), österreichischer General und Diplomat
- Wrede, Otto (1883–1945), deutscher Musikverleger
- Wrede, Richard (1869–1932), deutscher Jurist, Journalist und Autor
- Wrede, Theodor Freiherr von (1888–1973), deutscher Offizier, zuletzt Generalleutnant im Zweiten Weltkrieg
- Wrede, Thomas (* 1963), deutscher Fotograf
- Wrede, Walther (1893–1990), deutscher Klassischer Archäologe und Landesgruppenleiter der NSDAP-Auslandsorganisation in Griechenland
- Wrede, Wilhelm August Julius (1822–1895), deutscher Spirituosenfabrikant und Berliner Gutsbesitzer
- Wrede, William (1859–1906), evangelisch-lutherischer Theologe
- Wrede-Melschede, Adrian von (1862–1935), preußischer Jurist und Landrat des Kreises Heinsberg
- Wreden, Edmund Karl (1836–1891), russisch-deutschbaltischer Nationalökonom
- Wreden, Ernst Wilhelm (1926–1997), deutscher Studentenhistoriker und Burschenschaftsfunktionär
- Wreden, Otto Just (1703–1745), deutscher Mediziner, Anatom, Chirurg und Lehrbeauftragter
- Wredenberg, Sebastian (* 1986), schwedischer Biathlet
- Wredow, August (1804–1891), deutscher Bildhauer
- Wree, Andreas (* 1952), deutscher Anatom
- Wree, Elke (* 1940), deutsche Kunstmalerin
- Wreech, Adam Friedrich von (1689–1746), königlich preußischer Generalleutnant
- Wreech, Joachim Friedrich von (1650–1724), brandenburgischer General der Kavallerie
- Wreede, Georg Friedrich († 1672), deutscher Philologe; Gouverneur von Niederländisch-Mauritius
- Wreede, Katrina (* 1960), US-amerikanische Komponistin, Bratschistin und Musikpädagogin
- Wreford-Brown, Charles (1866–1951), englischer Amateur-Sportler und Fußballfunktionär
- Wrege, Hans-Theo (1934–2019), deutscher Theologe
- Wregget, Ken (* 1964), kanadischer Eishockeytorwart
- Wreghitt, Chris (* 1958), britischer Radrennfahrer
- Wreh, Christopher (* 1975), liberianischer Fußballspieler
- Wreh-Wilson, Blidi (* 1989), US-amerikanischer American-Football-Spieler
- Wreich, Ludwig von (1734–1795), preußischer Hofmarschall
- Wrembel, Stéphane (* 1974), französischer Jazzmusiker (Gitarre, Komposition)
- Wremer, Rasmus (* 1982), schwedischer Handballspieler
- Wren, Alan (* 1964), englischer Rock-Schlagzeuger und Mitglied der Gruppe The Stone Roses
- Wren, Amy (* 1989), britische Schauspielerin
- Wren, Bob (* 1974), kanadischer Eishockeyspieler und -trainer
- Wren, Christopher (1632–1723), britischer Astronom und ArchitektChristopher Wren (1632–1723)

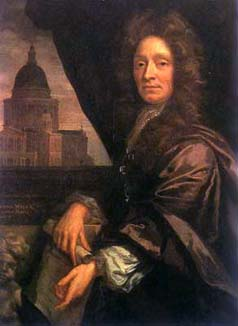
Christopher Wren (1632–1723)

- Wren, Gordon (1919–1999), US-amerikanischer Skispringer, Skilangläufer, Nordischer Kombinierer und Alpiner Skirennläufer
- Wren, John (1871–1953), australischer Geschäftsmann
- Wren, Lottie Cunningham (* 1959), nicaraguanische Rechtsanwältin und Menschenrechtsaktivistin
- Wren, M. K. (1938–2016), amerikanische Schriftstellerin
- Wren, Percival Christopher (1875–1941), britischer Schriftsteller
- Wren, Phyllis, neuseeländische Badmintonspielerin
- Wren, Thomas (1824–1904), US-amerikanischer Politiker
- Wren, Tony (* 1947), britischer Improvisationsmusiker (Kontrabass)
- Wrench, John (1911–2009), US-amerikanischer Mathematiker
- Wrench, Sam, englischer Regisseur
- Wrencher, Big John (1923–1977), US-amerikanischer Blues-Musiker (Mundharmonika)
- Wrenger, Willi (* 1938), deutscher Fußballspieler
- Wrenn, Charles Leslie (1895–1969), britischer Philologe und Professor für Angelsächsische Sprachwissenschaften
- Wrenn, Robert (1873–1925), US-amerikanischer Tennisspieler
- Wreschner, Marie (1887–1941), deutsche Physikerin
- Wresinski, Joseph (1917–1988), französischer Geistlicher, Gründer der Menschenrechtsbewegung ATD Vierte Welt
- Wressnig, Raphael (* 1979), österreichischer Organist und Komponist
- Wreszinski, Walter (1880–1935), deutscher Ägyptologe
- Wretblad, Aril (* 1972), schwedischer Kameramann
- Wretch 32 (* 1985), britischer Grime-Rapper
- Wretlind, Arvid (1919–2002), schwedischer Mediziner
- Wretman, Gustaf (1888–1949), schwedischer Schwimmer
- Wretman, Tore (1916–2003), schwedischer Gastronom und Autor
- Wretzky, D’arcy (* 1968), amerikanische RockmusikerinD’arcy Wretzky (* 1968)

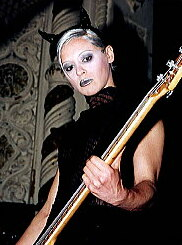
D’arcy Wretzky (* 1968)

### Wri

#### Wrie
- Wriede, Hinrich (1882–1958), deutscher Lehrer und Schriftsteller
- Wriedt, Elke (* 1941), niederdeutsche Schriftstellerin
- Wriedt, Frank (* 1964), deutscher Fußballspieler
- Wriedt, Helmut (* 1922), deutscher Handballspieler
- Wriedt, Klaus (* 1935), deutscher Historiker
- Wriedt, Kwasi Okyere (* 1994), ghanaisch-deutscher Fußballspieler
- Wriedt, Marco (* 1984), deutscher Gitarrist und Songwriter
- Wriedt, Markus (* 1958), deutscher evangelischer Theologe
- Wriedt, Steven (* 1970), US-amerikanisch-deutscher Basketballtrainer und ehemaliger -spieler
- Wriedt, Verena (* 1975), deutsche Journalistin und Fernsehmoderatorin
- Wrienz, Matthias (* 1992), österreichischer Fußballspieler
- Wriessnig, Daniel (* 1978), österreichischer Fußballspieler und Trainer
- Wrießnig, Thomas (* 1955), deutscher Diplomat
- Wrietz, Nadine (* 1975), deutsche SchauspielerinNadine Wrietz (* 1975)

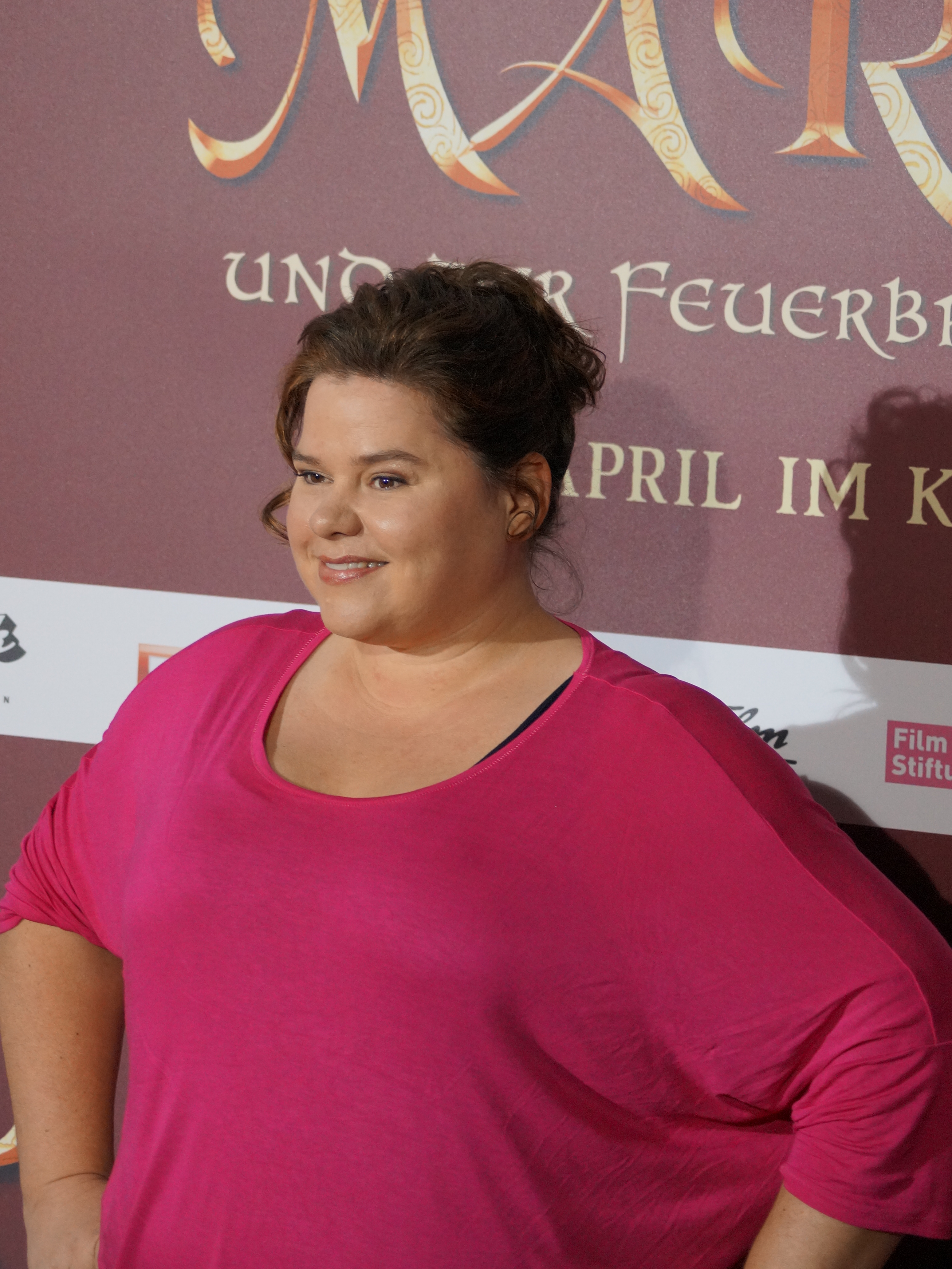
Nadine Wrietz (* 1975)

#### Wrig

##### Wrigg
- Wrigge, Walter (1946–2023), deutscher Sportschütze
- Wriggers, Adolf (1896–1984), deutscher Maler
- Wriggers, Peter (* 1951), deutscher Ingenieur
- Wrigglesworth, Ian William, Baron Wrigglesworth (* 1939), britischer Life Peer und Politiker (Liberal Democrats)

##### Wrigh

###### Wright O
- Wright of Derby, Joseph (1734–1797), britischer Maler

###### Wright, A
- Wright, Abdel (* 1977), jamaikanischer Sänger und Gitarrist
- Wright, Ada († 1939), englisch-britische Suffragette
- Wright, Adam (* 1977), US-amerikanischer Wasserballspieler
- Wright, Adam Thomas (* 2000), englischer Schauspieler
- Wright, Aidan G. C. (* 1980), Psychologe und Hochschullehrer
- Wright, Alan (* 1971), englischer Fußballspieler und -trainer
- Wright, Alex (1925–1999), schottischer Fußballspieler
- Wright, Alex (* 1975), deutscher WrestlerAlex Wright (* 1975)
- Wright, Alex (* 1990), irischer Geher

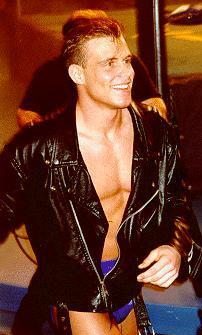
Alex Wright (* 1975)

- Wright, Alexis (* 1950), australische Schriftstellerin
- Wright, Alice Morgan (1881–1975), US-amerikanische Bildhauerin, Suffragette und Tierschützerin
- Wright, Alison (* 1949), neuseeländisch-britische Mittel- und Langstreckenläuferin
- Wright, Alison (* 1976), britische Schauspielerin
- Wright, Almroth (1861–1947), britischer Mikrobiologe, Pathologe und Immunologe
- Wright, Aloma (* 1950), US-amerikanische Schauspielerin
- Wright, Ambrose Ransom (1826–1872), US-amerikanischer Offizier, konföderierter Generalmajor im Sezessionskrieg
- Wright, Amy (* 1950), US-amerikanische Schauspielerin
- Wright, André Joseph (1936–2010), nigrischer Diplomat
- Wright, Andrew Barkworth (1895–1971), britischer Gouverneur von Kolonien
- Wright, Andwuelle (* 1997), trinidadischer Leichtathlet
- Wright, Andy, australischer Tontechniker
- Wright, Ann (* 1946), US-amerikanische Soldatin, Oberst der US-Army, Mitarbeiterin des Auswärtigen Dienstes und Friedensaktivistin
- Wright, Annabel, britische Schauspielerin
- Wright, Arin (* 1992), US-amerikanische Fußballspielerin
- Wright, Arthur (1937–2015), US-amerikanischer R&B-Musiker
- Wright, Arthur Alban (1887–1967), britischer Kolonialbeamter
- Wright, Ashley (* 1987), englischer Snookerspieler
- Wright, Ashley B. (1841–1897), US-amerikanischer Politiker
- Wright, Augustus Romaldus (1813–1891), US-amerikanischer Politiker
- Wright, Austin (1922–2003), US-amerikanischer Autor und Literaturkritiker
- Wright, Austin Tappan (1883–1931), US-amerikanischer Rechtswissenschaftler und Autor

###### Wright, B
- Wright, Bailey (* 1992), australisch-englischer Fußballspieler
- Wright, Basil (1907–1987), britischer Dokumentarfilmer und Produzent
- Wright, Beals (1879–1961), US-amerikanischer Tennisspieler
- Wright, Beatrice Ann (1917–2018), US-amerikanische Gestaltpsychologin
- Wright, Ben (1915–1989), britischer Schauspieler
- Wright, Benjamin (1770–1842), US-amerikanischer Landvermesser und leitender Ingenieur beim Bau des Erie Canal
- Wright, Bernard (1963–2022), US-amerikanischer Funk-Musiker und Jazz-Musiker und Keyboarder
- Wright, Bert, US-amerikanischer Eiskunstläufer
- Wright, Bethan (* 1996), britische Schauspielerin und Model
- Wright, Betty (1953–2020), US-amerikanische Soul-Sängerin
- Wright, Bill († 2009), britischer Filmeditor
- Wright, Billy (1924–1994), englischer Fußballspieler und -trainer
- Wright, Billy (1932–1991), US-amerikanischer Blues-Sänger
- Wright, Bob (1914–2005), US-amerikanischer Filmkomponist und Liedtexter
- Wright, Bonnie (* 1991), britische FilmschauspielerinBonnie Wright (* 1991)

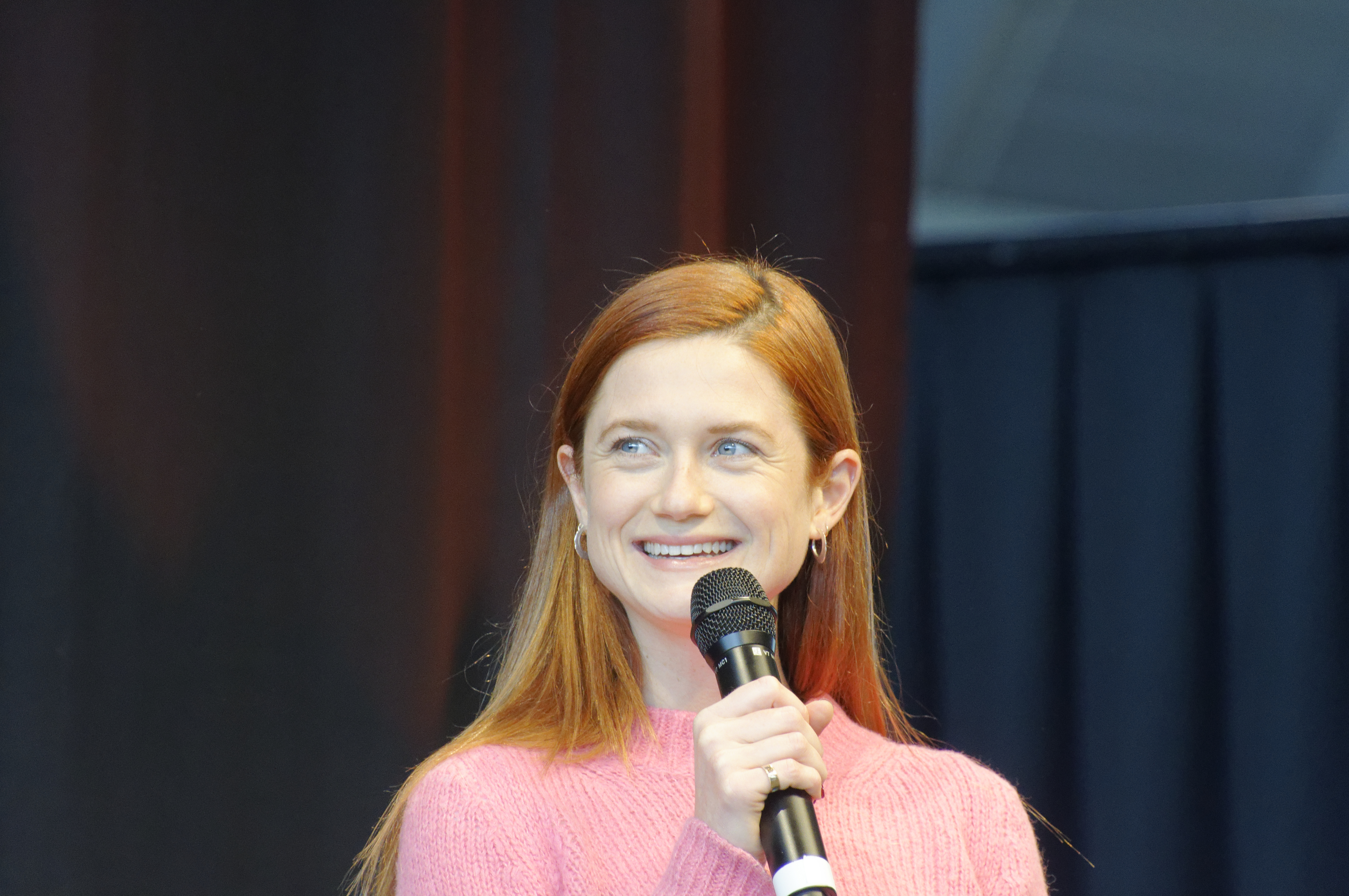
Bonnie Wright (* 1991)

- Wright, Brad (* 1961), kanadischer Drehbuchautor und Filmproduzent
- Wright, Brandan (* 1987), US-amerikanischer Basketballspieler
- Wright, Bruce A., US-amerikanischer Offizier, Generalleutnant der US Air Force

###### Wright, C
- Wright, Camilla (* 1967), norwegische Badmintonspielerin
- Wright, Camille (* 1955), US-amerikanische Schwimmerin
- Wright, Campbell (* 2002), neuseeländisch-US-amerikanischer Biathlet und Skilangläufer
- Wright, Carolyn (* 1946), australische Hochspringerin
- Wright, Casey (* 1994), australische Skilangläuferin
- Wright, Chad (* 1991), jamaikanischer Leichtathlet
- Wright, Chalky (1912–1957), US-amerikanischer Boxer im Federgewicht
- Wright, Charles (1811–1885), US-amerikanischer Botaniker
- Wright, Charles (* 1961), US-amerikanischer Wrestler
- Wright, Charles Frederick (1856–1925), US-amerikanischer Politiker
- Wright, Charles Harrison (1821–1885), preußischer Generalleutnant
- Wright, Charles Henry (1864–1941), englischer Botaniker
- Wright, Charles Romley Alder (1844–1894), britischer Chemiker
- Wright, Charles Seymour (1887–1975), kanadischer Physiker und Polarforscher
- Wright, Charlie (* 1999), US-amerikanischer Schauspieler
- Wright, Chauncey (1830–1875), US-amerikanischer Mathematiker und Philosoph
- Wright, Chely (* 1970), US-amerikanische Country-Sängerin
- Wright, Chris (* 1965), US-amerikanischer Energieminister und UnternehmerChris Wright (* 1965)

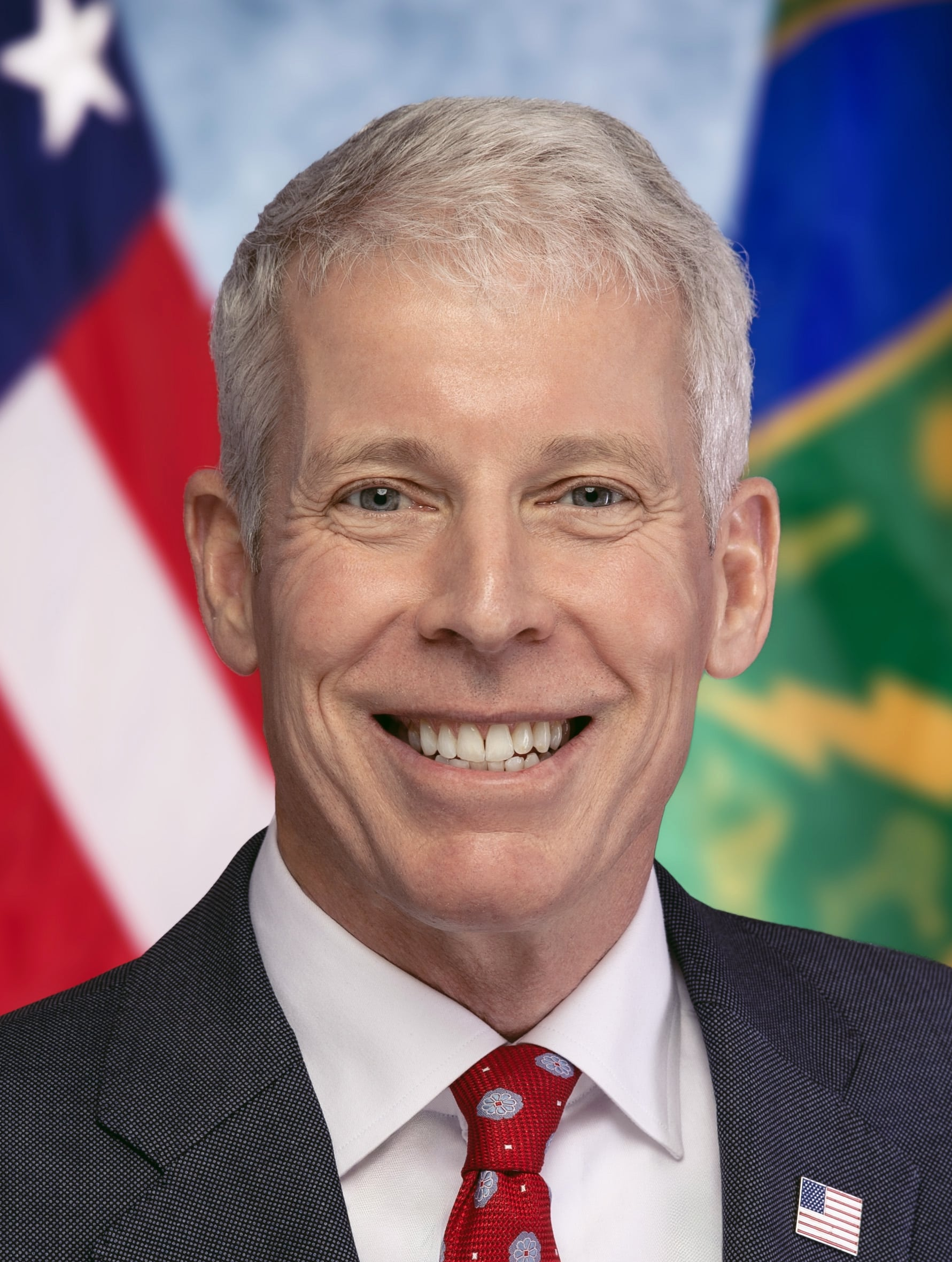
Chris Wright (* 1965)

- Wright, Chris (* 1971), US-amerikanischer Wrestler
- Wright, Claud William (1917–2010), britischer Paläontologe
- Wright, Clive (* 1965), jamaikanischer Sprinter
- Wright, Crispin (* 1942), britischer Philosoph, Begründer des Neo-Logizismus
- Wright, Cyril (1885–1960), britischer Segler

###### Wright, D
- Wright, Dana (* 1959), kanadische Leichtathletin
- Wright, Daniel B. (1812–1887), US-amerikanischer Politiker
- Wright, Daphne (* 1951), britische Krimiautorin
- Wright, Daunte (2001–2021), US-amerikanisches Polizeiopfer
- Wright, Dave, australischer Squashspieler
- Wright, Dave (* 1965), englischer Badmintonspieler
- Wright, David (* 1982), US-amerikanischer BaseballspielerDavid Wright (* 1982)

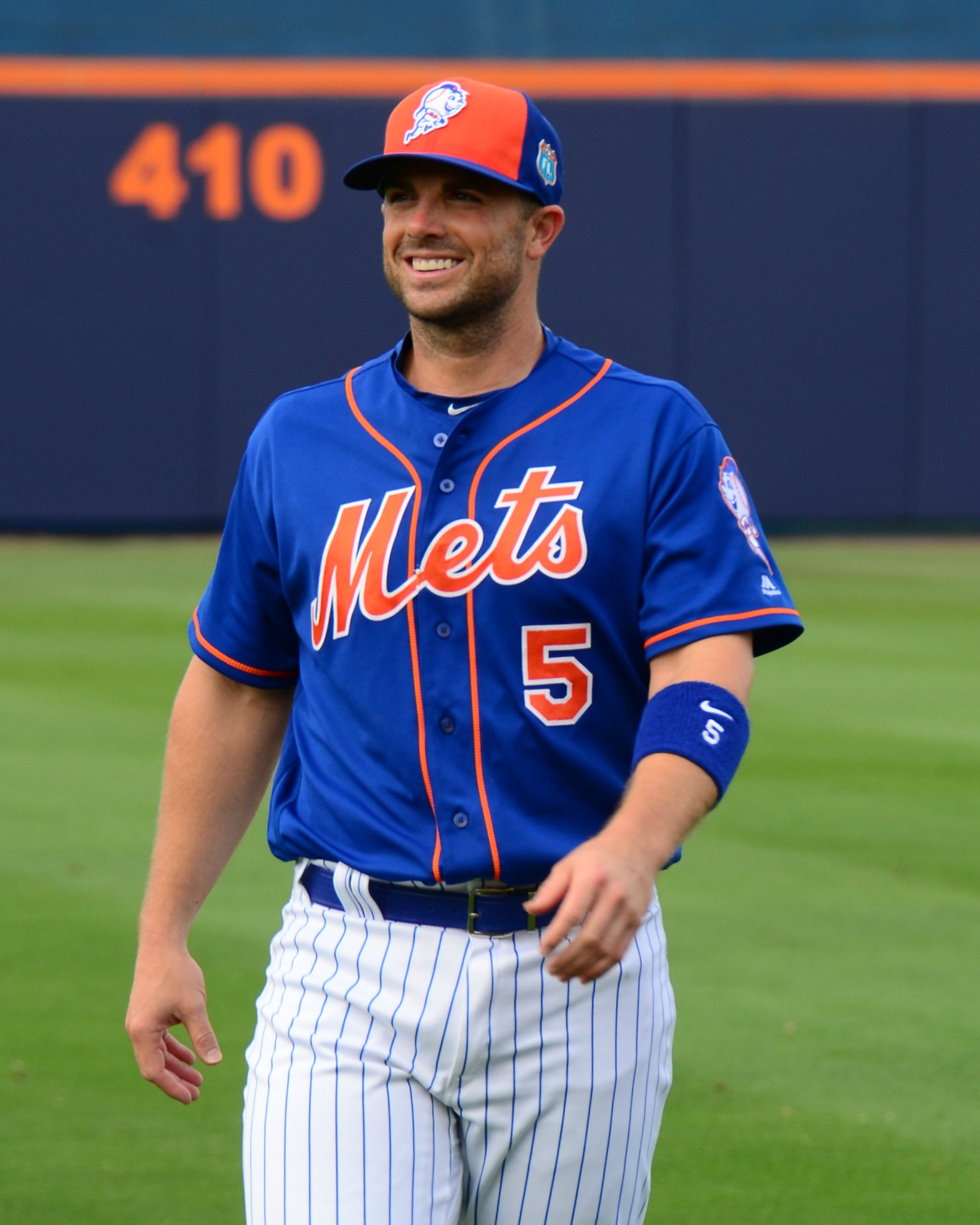
David Wright (* 1982)

- Wright, David H. (1929–2018), US-amerikanischer Kunsthistoriker und Hochschullehrer
- Wright, Dean (* 1962), US-amerikanischer Regisseur und VFX Producer
- Wright, Dempsey (1929–2001), US-amerikanischer Jazzmusiker (Gitarre, Arrangement)
- Wright, Denis Arthur Hepworth (1911–2005), britischer Botschafter
- Wright, Dennis H. (1931–2020), britischer Pathologe
- Wright, Don (* 1959), australischer Hürdenläufer
- Wright, Don J., US-amerikanischer Arzt und Beamter
- Wright, Donald O. (1892–1985), US-amerikanischer Politiker
- Wright, Dorell (* 1985), US-amerikanischer Basketballspieler
- Wright, Dorick McGowan (1945–2020), belizischer Priester, römisch-katholischer Bischof von Belize City-Belmopan
- Wright, Dorothy (1889–1960), britische Seglerin
- Wright, Doug (* 1962), US-amerikanischer Dramatiker, Drehbuchautor und Librettist
- Wright, Drey (* 1995), englischer Fußballspieler
- Wright, Dunky (1896–1976), britischer Marathonläufer

###### Wright, E
- Wright, E. M. (1906–2005), britischer Mathematiker
- Wright, Earl II, US-amerikanischer Soziologe und Hochschullehrer
- Wright, Edgar (* 1974), britischer RegisseurEdgar Wright (* 1974)

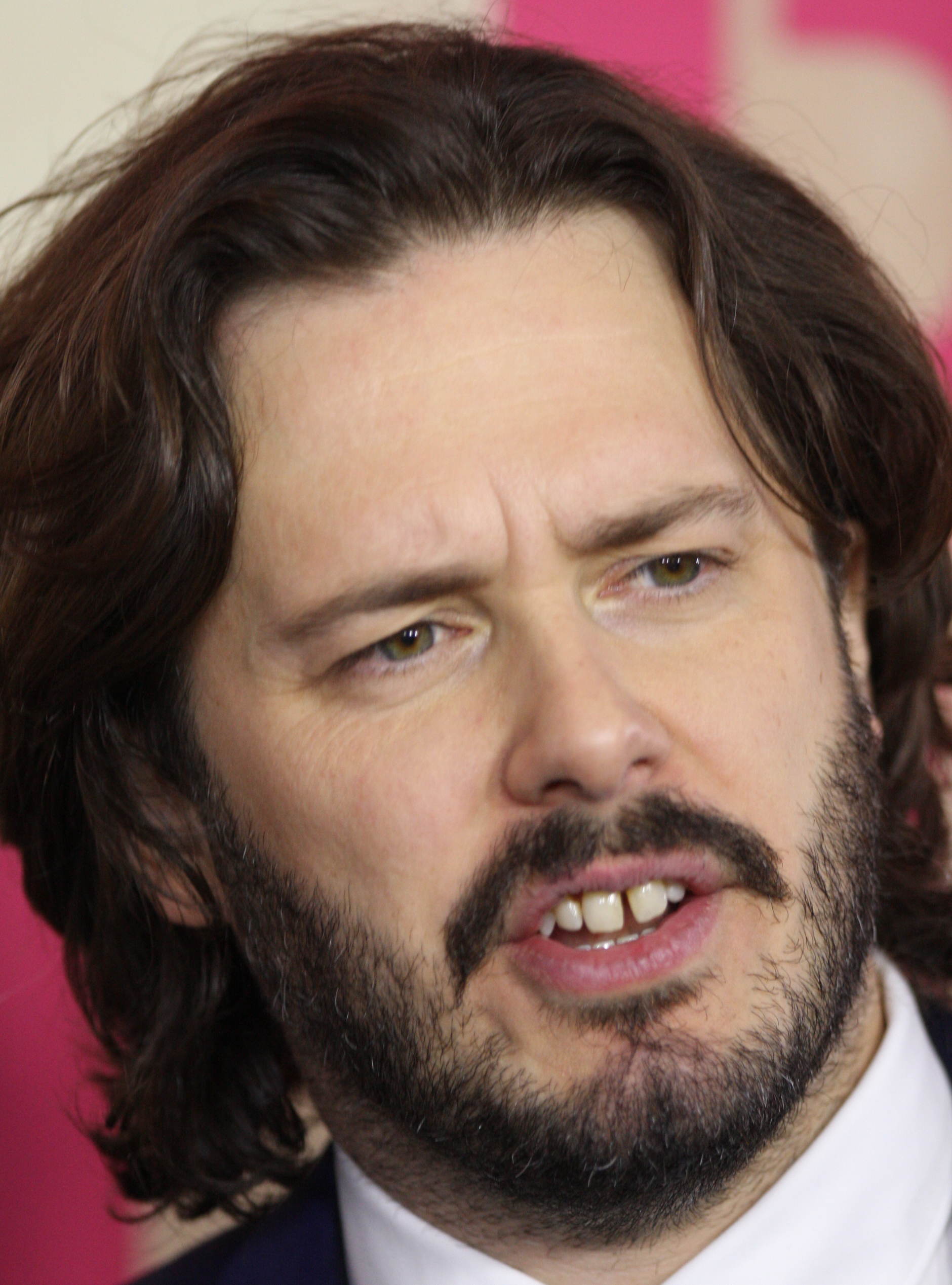
Edgar Wright (* 1974)

- Wright, Edward († 1615), englischer Mathematiker und Kartograf
- Wright, Edward F. (1858–1904), britischer Kolonialpolizeichef und Cricketspieler der British West Indies
- Wright, Edwin R. V. (1812–1871), US-amerikanischer Politiker
- Wright, Edythe (1914–1965), US-amerikanische Swing-Sängerin
- Wright, Elizabeth Oehlkers (* 1966), US-amerikanische Übersetzerin
- Wright, Elly (* 1940), österreichische Jazzsängerin und Musikpädagogin
- Wright, Elmon (1929–1984), US-amerikanischer R&B- und Jazz-Musiker
- Wright, Emmett (1941–2024), US-amerikanischer Jazzmusiker (Posaune, Arrangement)
- Wright, Eric (1929–2015), kanadischer Schriftsteller und Hochschullehrer britischer Herkunft
- Wright, Erik Olin (1947–2019), US-amerikanischer SoziologeErik Olin Wright (1947–2019)

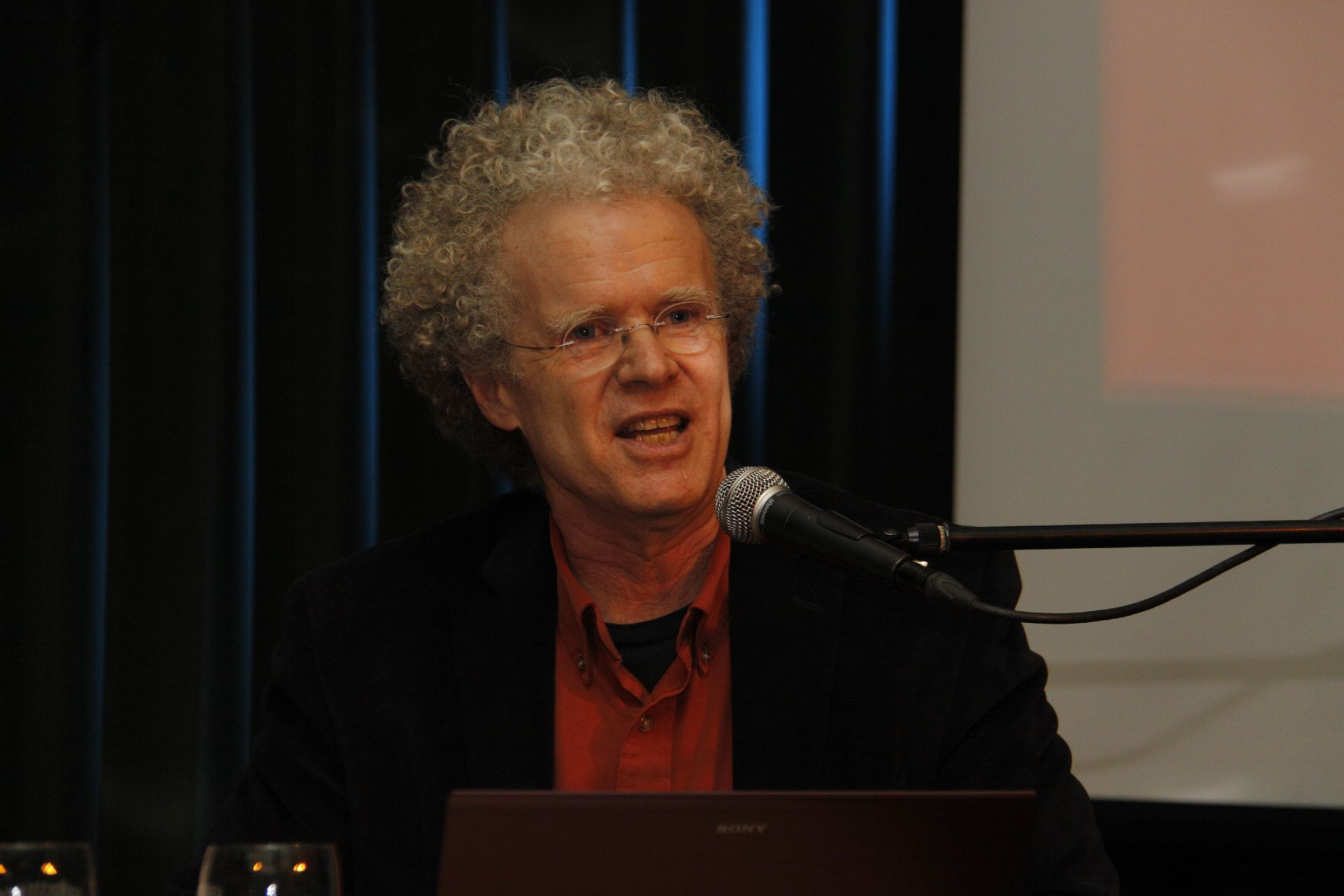
Erik Olin Wright (1947–2019)

- Wright, Ernest Vincent († 1939), amerikanischer Schriftsteller
- Wright, Ethel († 1939), englisch-britische Porträtmalerin, Illustratorin und Modell
- Wright, Eugene (1923–2020), US-amerikanischer Jazz-Kontrabassist

###### Wright, F
- Wright, Farnsworth (1888–1940), US-amerikanischer Herausgeber
- Wright, Ferdinand von (1822–1906), finnischer Maler
- Wright, Fielding L. (1895–1956), US-amerikanischer Politiker
- Wright, Fontaine (* 1990), englische Badmintonspielerin
- Wright, Frances (1795–1852), britische und amerikanische Sozialreformerin und Frauenrechtlerin
- Wright, Francis Mastin (1810–1869), US-amerikanischer Kaufmann und Politiker
- Wright, François-Robert (* 1945), nigrischer Offizier
- Wright, Frank (1878–1931), US-amerikanischer Sportschütze
- Wright, Frank (1929–2021), kanadischer Jazzmusiker (Vibraphon, Marimba)
- Wright, Frank (1935–1990), US-amerikanischer Jazzmusiker (Sopran- und Tenorsaxophon, Bassklarinette)
- Wright, Frank Lloyd (1867–1959), US-amerikanischer ArchitektFrank Lloyd Wright (1867–1959)

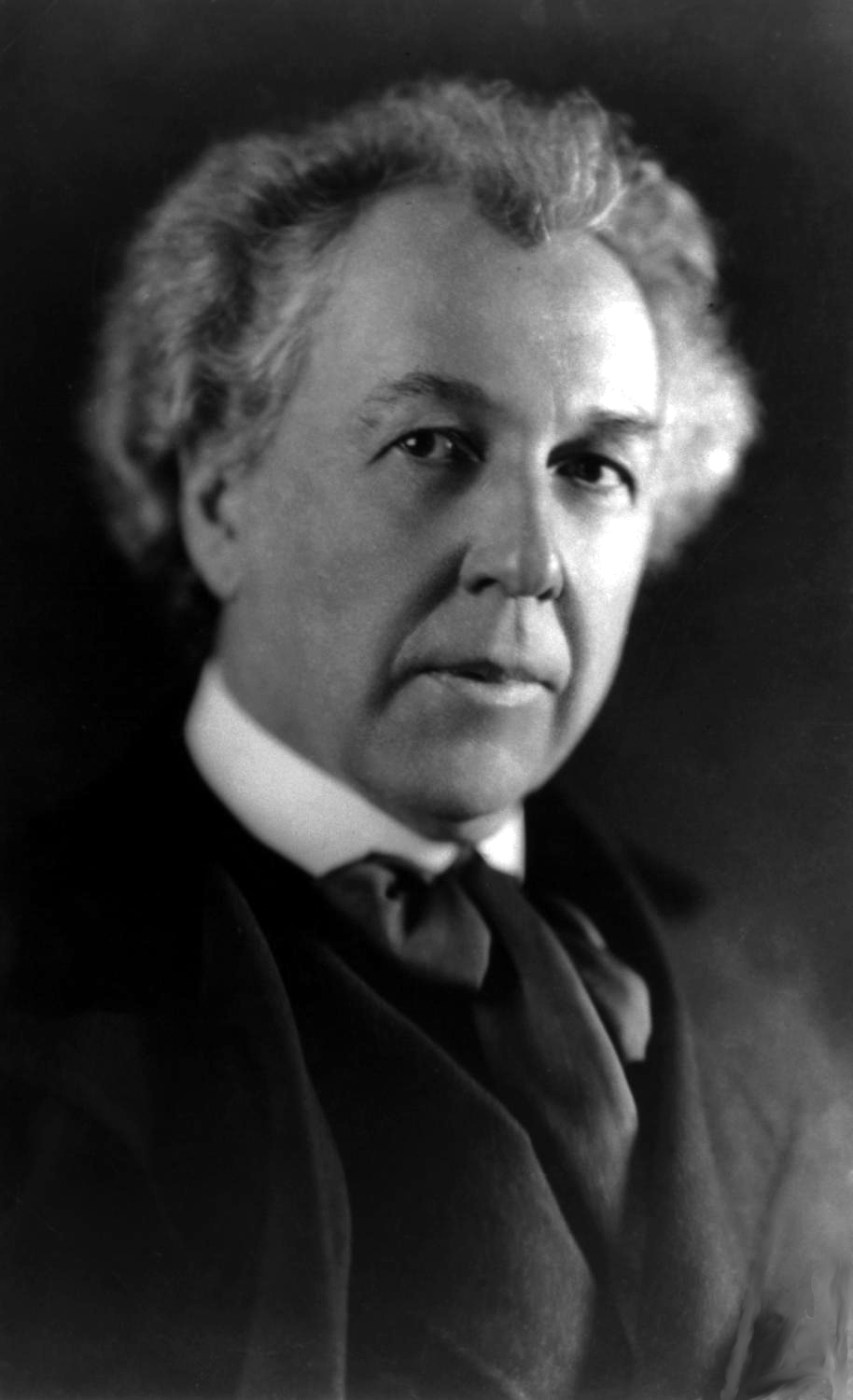
Frank Lloyd Wright (1867–1959)

- Wright, Frankie (* 1985), US-amerikanischer Sprinter
- Wright, Frazer (* 1979), schottischer Fußballspieler
- Wright, Fred (* 1999), britischer Radrennfahrer
- Wright, Frederick Eugene (1877–1953), US-amerikanischer Mineraloge

###### Wright, G
- Wright, Gabriella (* 1982), britische Schauspielerin
- Wright, Gary (1943–2023), amerikanischer Musiker
- Wright, Ged (* 1976), australischer Filmtechniker für visuelle Effekte
- Wright, Geoffrey (* 1959), australischer Filmregisseur
- Wright, Georg Henrik von (1916–2003), finnischer Philosoph
- Wright, George (1890–1973), kanadischer Ruderer
- Wright, George (1930–2000), englischer Fußballspieler
- Wright, George Ernest (1909–1974), US-amerikanischer Alttestamentler und Biblischer Archäologe
- Wright, George G. (1820–1896), US-amerikanischer Jurist und Politiker
- Wright, George Washington (1816–1885), US-amerikanischer Politiker
- Wright, Gerry (* 1963), US-amerikanischer Basketballspieler
- Wright, Gunner (* 1973), US-amerikanischer Schauspieler und Synchronsprecher

###### Wright, H
- Wright, Haji (* 1998), US-amerikanischer Fußballspieler
- Wright, Harold (1908–1997), kanadischer Sprinter und Sportfunktionär
- Wright, Harold Bell (1872–1944), US-amerikanischer Schriftsteller
- Wright, Harry von (1859–1925), preußischer Offizier, zuletzt Generalleutnant
- Wright, Heidemarie (* 1951), deutsche Politikerin (SPD), MdB
- Wright, Hendrick Bradley (1808–1881), US-amerikanischer Politiker
- Wright, Herman (1930–1997), US-amerikanischer Jazzmusiker (Kontrabass)
- Wright, Horatio (1820–1899), US-amerikanischer Generalmajor

###### Wright, I
- Wright, Ian (* 1961), neuseeländischer Ruderer und Rudertrainer
- Wright, Ian (* 1963), englischer FußballspielerIan Wright (* 1963)

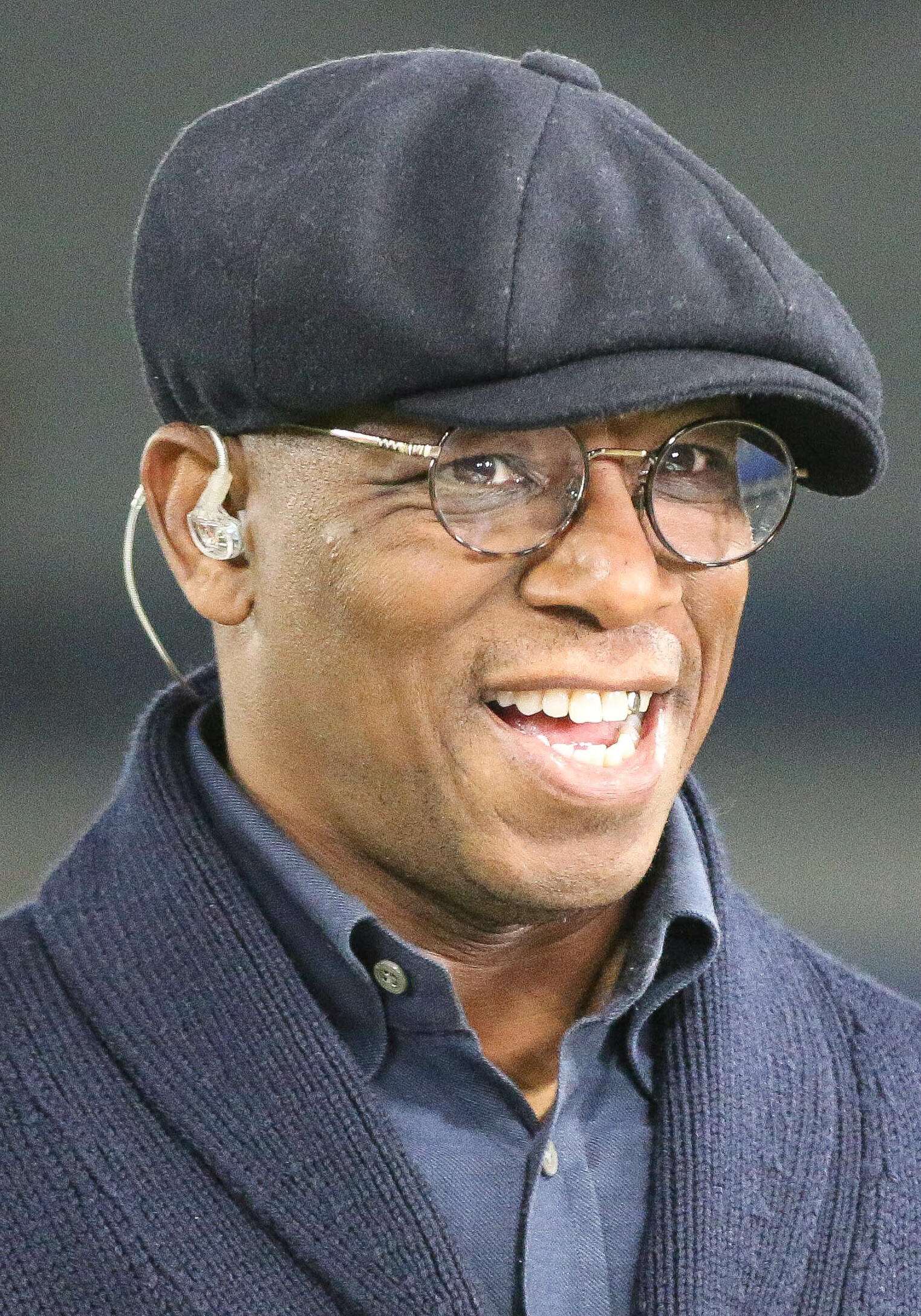
Ian Wright (* 1963)

- Wright, iO Tillett (* 1985), amerikanischer Autor, Fotograf, Fernsehmoderator und Aktivist
- Wright, Irving S. (1901–1997), US-amerikanischer Mediziner (Kardiologe)
- Wright, Isaac Jr. (* 1962), US-amerikanischer Rechtsanwalt, Berater, Unternehmer und Philanthrop
- Wright, Isabella (* 1997), US-amerikanische Skirennläuferin

###### Wright, J
- Wright, J. Madison (1984–2006), US-amerikanische Filmschauspielerin
- Wright, Jack (1927–1998), australischer Politiker, Abgeordneter und Minister
- Wright, Jack (* 1942), US-amerikanischer Free-Jazz- und Improvisationsmusiker (Saxophone, Piano)
- Wright, Jackie (1904–1989), britischer Komiker, Musiker und Schauspieler
- Wright, Jaguar (* 1977), US-amerikanische Contemporary-R&B- und Jazz-Sängerin
- Wright, James (1716–1785), britischer Politiker und Jurist, Gouverneur der Province of Georgia
- Wright, James (1927–1980), US-amerikanischer Dichter und Hochschullehrer
- Wright, James (* 1990), kanadischer Eishockeyspieler
- Wright, James A. (1902–1963), US-amerikanischer Politiker
- Wright, James Stephen (* 1988), britischer Künstler
- Wright, Jamie (* 1976), kanadischer Eishockeyspieler
- Wright, Jane C. (1919–2013), US-amerikanische Krebsforscherin
- Wright, Janet (1914–2006), US-amerikanische Badmintonspielerin
- Wright, Janet (1945–2016), kanadische Schauspielerin in Theater, Film und Fernsehen
- Wright, Janet (* 1953), US-amerikanische Tennisspielerin
- Wright, Jason F. (* 1971), US-amerikanischer Autor
- Wright, Jay (* 1961), US-amerikanischer Basketballtrainer
- Wright, Jeffrey (* 1965), US-amerikanischer SchauspielerJeffrey Wright (* 1965)

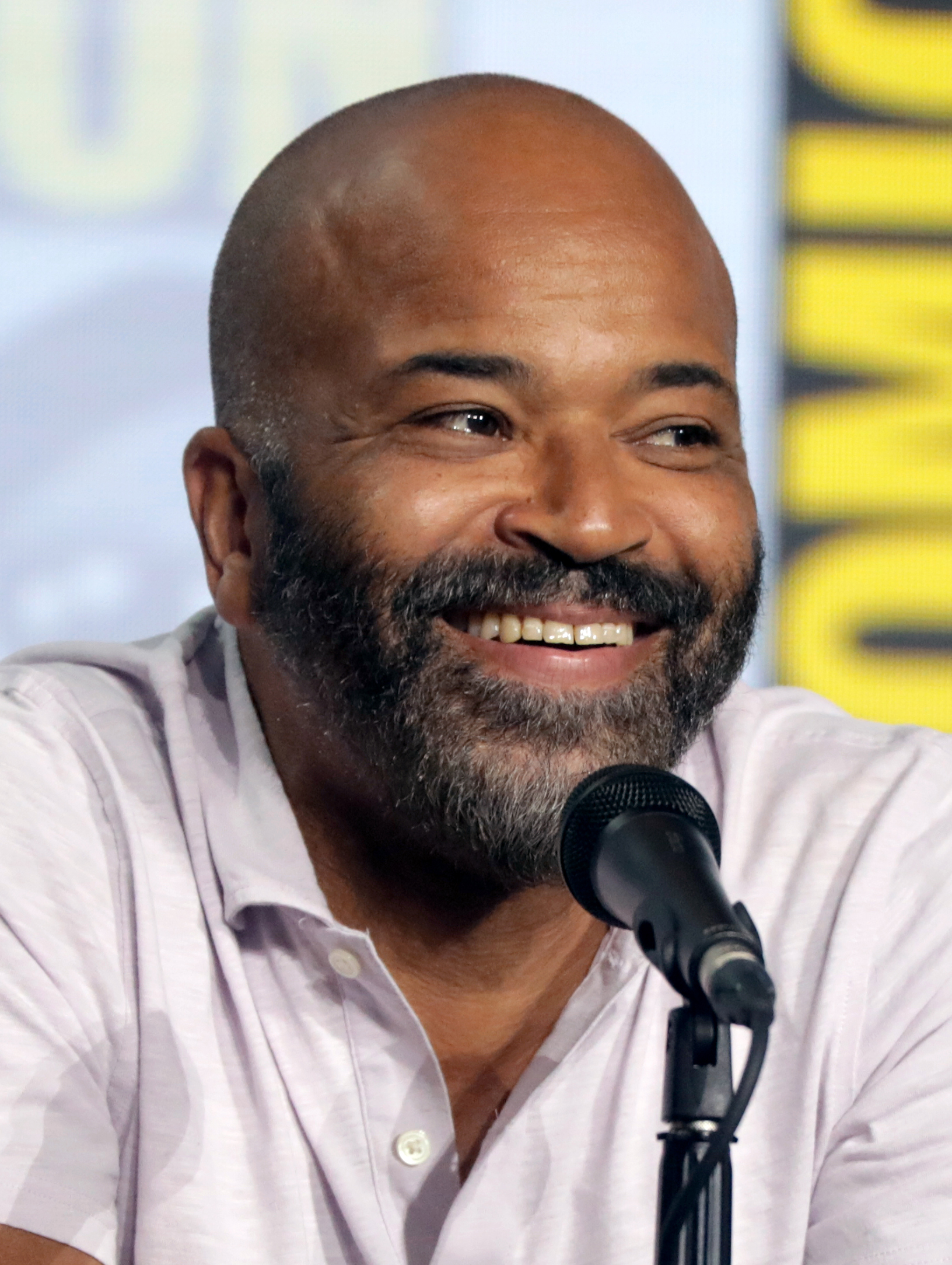
Jeffrey Wright (* 1965)

- Wright, Jeremiah (* 1941), US-amerikanischer Theologe
- Wright, Jeremy (* 1972), britischer Politiker (Conservative Party), Mitglied des House of Commons, Generalstaatsanwalt und Minister
- Wright, Jessica (* 2000), US-amerikanische Sprinterin
- Wright, Jim (1922–2015), US-amerikanischer Politiker
- Wright, Jocky (1873–1946), schottischer Fußballspieler
- Wright, Joe (* 1972), britischer Regisseur
- Wright, Joe (* 1995), walisischer Fußballspieler
- Wright, Johan von (1924–2015), finnischer Forscher, Philosoph und Tischtennisspieler
- Wright, John (1929–2001), britischer Boxer
- Wright, John (1934–2017), US-amerikanischer Jazzmusiker
- Wright, John (1943–2023), US-amerikanischer Filmeditor
- Wright, John (* 1948), kanadischer Eishockeyspieler
- Wright, John B. (1872–1934), US-amerikanischer Jurist und Politiker
- Wright, John Brewer (1853–1923), US-amerikanischer Politiker
- Wright, John C. (1783–1861), US-amerikanischer Jurist und Politiker
- Wright, John C. (1801–1862), US-amerikanischer Jurist und Politiker (Demokratische Partei)
- Wright, John C. (* 1961), US-amerikanischer Schriftsteller
- Wright, John G. (1902–1956), russisch-US-amerikanischer Übersetzer und trotzkistischer Aktivist
- Wright, John Joseph (1909–1979), US-amerikanischer Geistlicher, Kurienkardinal der römisch-katholischen Kirche
- Wright, John M. (1916–2014), US-amerikanischer Offizier, Generalleutnant der US-Army
- Wright, John Michael (1617–1694), englischer Maler
- Wright, John Vines (1828–1908), US-amerikanischer Politiker
- Wright, Johnnie (1914–2011), US-amerikanischer Country-Musiker
- Wright, Jon (* 1962), englischer Snookerspieler
- Wright, Jon (* 1971), nordirischer Filmregisseur und Drehbuchautor
- Wright, Jon Edwin, US-amerikanischer Theater- und Filmschauspieler, Meteorologe und Wettermoderator
- Wright, Jonathan (* 1941), britischer Historiker und Politikwissenschaftler
- Wright, Jonathan (* 1969), britischer Historiker
- Wright, José Roberto (* 1944), brasilianischer Fußballschiedsrichter
- Wright, Joseph (1855–1930), britischer Dialektologe und PhilologeJoseph Wright (1855–1930)

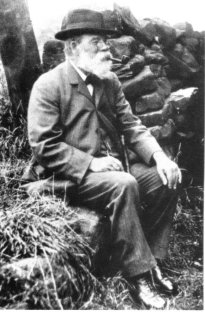
Joseph Wright (1855–1930)

- Wright, Joseph (1864–1950), kanadischer Ruderer
- Wright, Joseph (1906–1981), kanadischer Ruderer
- Wright, Joseph A. (1810–1867), US-amerikanischer Politiker
- Wright, Joseph C. (1892–1985), US-amerikanischer Szenenbildner beim Film
- Wright, Josephine (* 1942), US-amerikanische Musikwissenschaftlerin und Hochschullehrerin
- Wright, Judith (1915–2000), australische Schriftstellerin
- Wright, Justine, neuseeländische Filmeditorin

###### Wright, K
- Wright, K. J. (* 1989), US-amerikanischer American-Football-Spieler
- Wright, Kendall (* 1989), US-amerikanischer American-Football-Spieler
- Wright, Kieran (* 2000), schottischer Fußballtorhüter
- Wright, Kit (* 1944), britischer Dichter und Autor von Kinderbüchern

###### Wright, L
- Wright, L. R. (1939–2001), kanadische Journalistin und Kriminalschriftstellerin
- Wright, L. W., Trickbetrüger
- Wright, Lakeysha, US-amerikanische Basketballspielerin
- Wright, Lammar junior (1927–1983), US-amerikanischer Jazztrompeter
- Wright, Lammar senior (1907–1973), US-amerikanischer Jazz-Trompeter
- Wright, Lan (1923–2010), britischer Science-Fiction-Autor
- Wright, Lawrence (1888–1964), britischer Komponist und Musikverleger
- Wright, Lawrence (* 1947), US-amerikanischer Schriftsteller, Journalist und Drehbuchautor
- Wright, Leo (1933–1991), US-amerikanischer Jazz-Musiker (Holzblasinstrumente)
- Wright, Les K. (* 1953), US-amerikanischer Autor
- Wright, Letitia (* 1993), guyanisch-britische SchauspielerinLetitia Wright (* 1993)

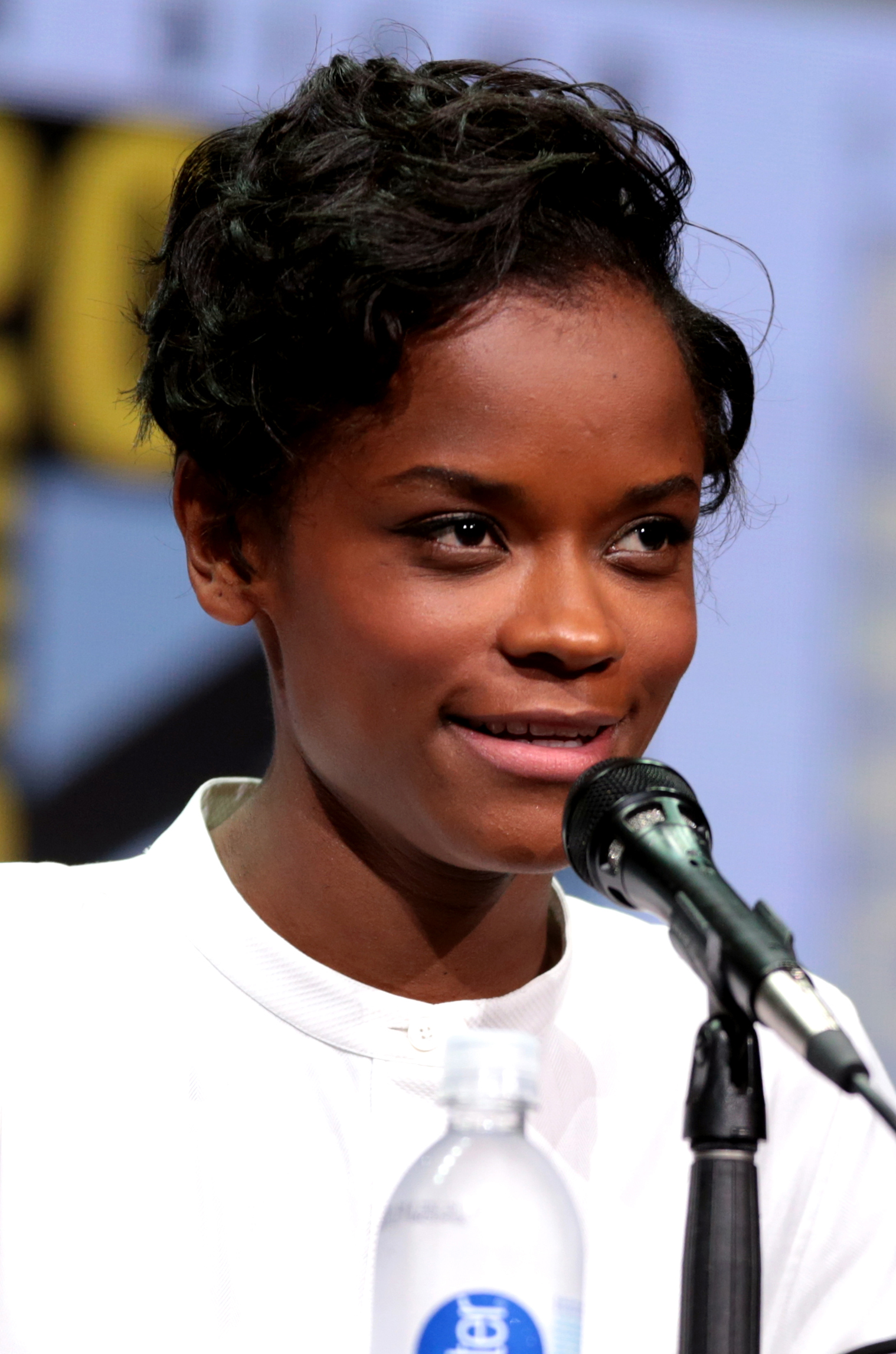
Letitia Wright (* 1993)

- Wright, Lewis, britischer Jazzmusiker (Vibraphon)
- Wright, Lewis, Baron Wright of Ashton-under-Lyne (1903–1974), britischer Gewerkschaftsfunktionär und Politiker
- Wright, Lizz (* 1980), amerikanische Jazzsängerin
- Wright, Lloyd (1890–1978), US-amerikanischer Architekt und Landschaftsarchitekt
- Wright, Lorenzen (1975–2010), US-amerikanischer Basketballspieler
- Wright, Lorenzo (1926–1972), US-amerikanischer Weitspringer und Sprinter
- Wright, Louis (* 1953), US-amerikanischer American-Football-Spieler
- Wright, Louise (1861–1935), dänische Philanthropin, Frauenrechtlerin und Friedensaktivistin
- Wright, Ludwig (* 1995), deutsch-britischer Singer-Songwriter
- Wright, Luke Edward (1846–1922), US-amerikanischer Politiker, Generalgouverneur der Philippinen und Kriegsminister

###### Wright, M
- Wright, Magnus von (1805–1868), finnischer Maler
- Wright, Marc (1890–1975), US-amerikanischer Stabhochspringer
- Wright, Margaret H. (* 1944), US-amerikanische Mathematikerin
- Wright, Marion Thompson (1902–1962), US-amerikanische Historikerin und Aktivistin
- Wright, Mark (* 1963), englischer Fußballspieler und -trainer
- Wright, Martha Coffin (1806–1875), amerikanische Frauenrechtlerin
- Wright, Maureen (* 1939), australische Speerwerferin
- Wright, Maureen Rosemary (* 1933), britische Klassische Philologin
- Wright, Max (1943–2019), US-amerikanischer SchauspielerMax Wright (1943–2019)

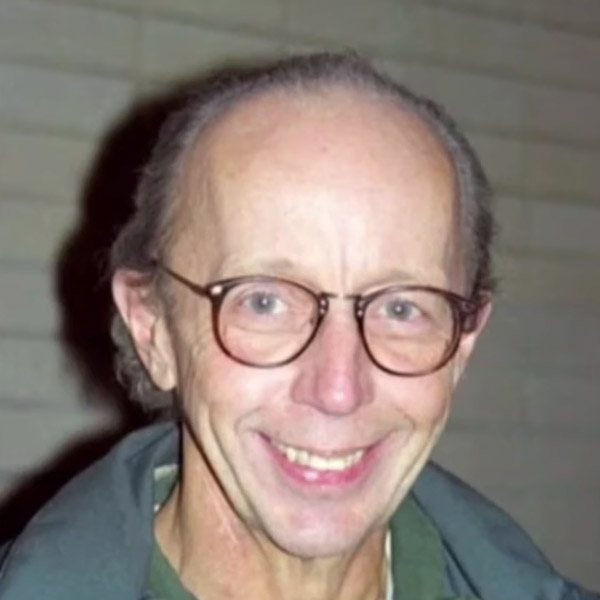
Max Wright (1943–2019)

- Wright, Megan (* 1982), kanadische Langstreckenläuferin
- Wright, Michael (* 1941), britischer Radrennfahrer
- Wright, Michael (* 2001), US-amerikanischer Volleyballspieler
- Wright, Michael T. (* 1948), britischer Computerhistoriker und Ingenieur
- Wright, Michelle (* 1961), kanadische Country-Sängerin
- Wright, Michelle (* 1967), US-amerikanische Schauspielerin
- Wright, Milton, US-amerikanischer Musiker, Sänger und Richter
- Wright, Muriel Hazel (1889–1975), US-amerikanische Historikerin und Kämpferin für die Rechte der Indianer
- Wright, Myron Benjamin (1847–1894), US-amerikanischer Politiker

###### Wright, N
- Wright, Nathalia (1913–2004), US-amerikanische Literaturwissenschaftlerin
- Wright, Nathan, britischer Schauspieler
- Wright, N’Bushe (* 1970), US-amerikanische Schauspielerin
- Wright, Nicholas (* 1940), britischer Dramatiker
- Wright, Nicholas Thomas (* 1948), anglikanischer Bischof von Durham (England), neutestamentlicher Theologe und Leben-Jesu ForscherNicholas Thomas Wright (* 1948)

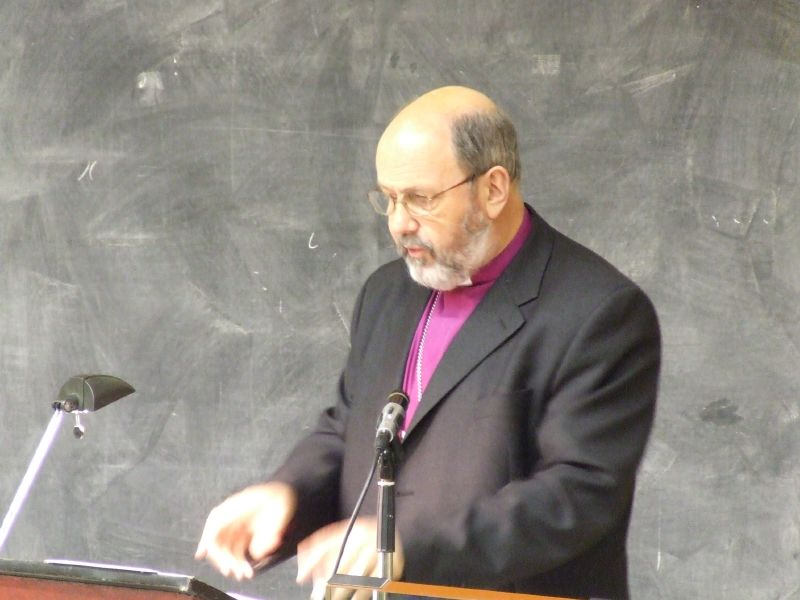
Nicholas Thomas Wright (* 1948)

- Wright, Nigel (* 1955), englischer Keyboarder und Musikproduzent

###### Wright, O
- Wright, O. V. (1939–1980), US-amerikanischer Gospel- und R&B-Sänger
- Wright, Oliver (1921–2009), britischer Diplomat
- Wright, Orville (1871–1948), US-amerikanischer Flugpionier und Flugzeugbauer
- Wright, Owen (* 1990), australischer Surfer

###### Wright, P
- Wright, Patience (1725–1786), amerikanische Bildhauerin
- Wright, Patrick, Baron Wright of Richmond (1931–2020), britischer Diplomat
- Wright, Peter (* 1926), englischer Balletttänzer und Choreograf
- Wright, Peter (* 1946), britischer Ingenieur
- Wright, Peter (* 1970), schottischer Dartspieler
- Wright, Peter Maurice (1916–1995), britischer Geheimdienstmitarbeiter

###### Wright, Q
- Wright, Quincy (1890–1970), US-amerikanischer Politikwissenschaftler

###### Wright, R
- Wright, Randall (* 1956), kanadischer Ökonom und Hochschullehrer
- Wright, Rashad (* 1982), US-amerikanischer Basketballspieler
- Wright, Rayfield (1945–2022), US-amerikanischer American-Football-Spieler und -Trainer, Unternehmer
- Wright, Richard (1908–1960), US-amerikanischer Schriftsteller
- Wright, Richard (1943–2008), englischer Keyboarder, Gründungsmitglied von Pink FloydRichard Wright (1943–2008)

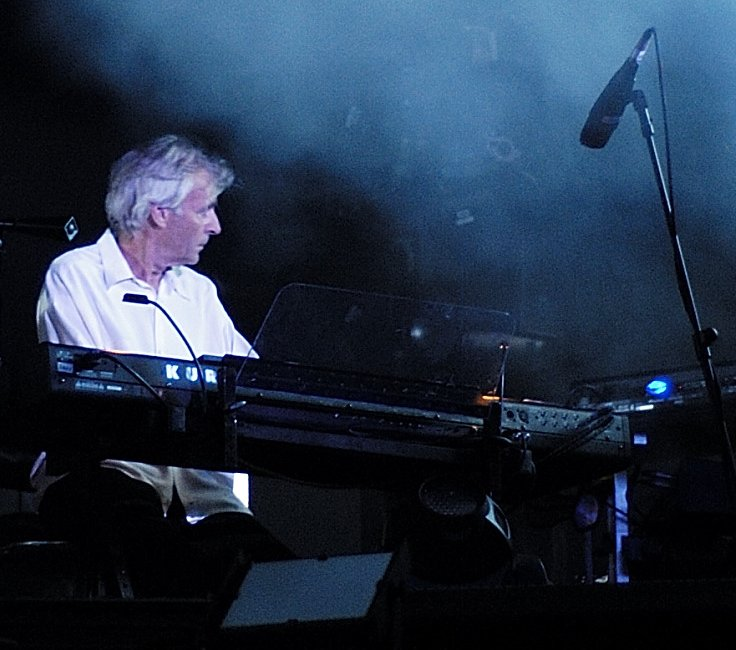
Richard Wright (1943–2008)

- Wright, Richard (* 1960), britischer Künstler und Musiker
- Wright, Richard (* 1977), englischer Fußballspieler
- Wright, Robert (1752–1826), US-amerikanischer Politiker
- Wright, Robert, US-amerikanischer Fotograf und Filmtechniker
- Wright, Robert, Baron Wright (1869–1964), britischer Jurist
- Wright, Robin (* 1948), US-amerikanische Journalistin, Autorin und Analystin
- Wright, Robin (* 1966), US-amerikanische SchauspielerinRobin Wright (* 1966)

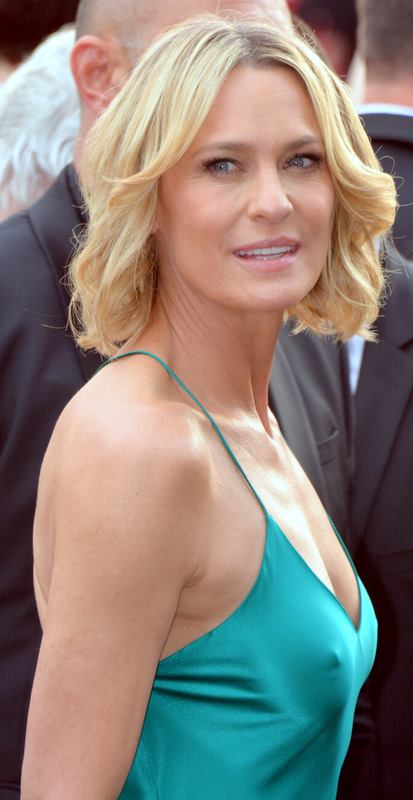
Robin Wright (* 1966)

- Wright, Ron (1953–2021), US-amerikanischer Politiker
- Wright, Ronald (* 1948), kanadischer Geschichtswissenschaftler und Schriftsteller
- Wright, Ronald (* 1971), US-amerikanischer Boxer
- Wright, Royston (1908–1977), britischer Admiral
- Wright, Russel (1929–2013), neuseeländischer Motorrad-Geschwindigkeitsweltrekordler
- Wright, Ryan (* 2000), US-amerikanischer American-Football-Spieler

###### Wright, S
- Wright, Samantha (* 1995), britische Jazzmusikerin (Klarinette, Komposition)
- Wright, Samuel G. (1781–1845), US-amerikanischer Politiker
- Wright, Sarah (* 1983), US-amerikanische Schauspielerin und Model
- Wright, Scott (* 1997), schottischer Fußballspieler
- Wright, Sean (* 1971), US-amerikanischer Basketballschiedsrichter
- Wright, Sewall (1889–1988), US-amerikanischer Biologe, Genetiker
- Wright, Seymour, britischer Improvisationsmusiker
- Wright, Shane (* 2004), kanadischer Eishockeyspieler
- Wright, Shayne (* 1975), deutsch-kanadischer Eishockeyspieler
- Wright, Silas (1795–1847), US-amerikanischer Politiker
- Wright, Simon (* 1963), britischer Schlagzeuger der australischen Hardrock-Band AC/DCSimon Wright (* 1963)

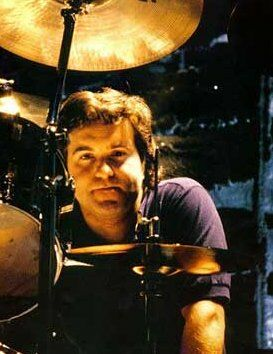
Simon Wright (* 1963)

- Wright, Specs (1927–1963), amerikanischer Jazzschlagzeuger
- Wright, Stephen (* 1970), britischer römisch-katholischer Geistlicher und Bischof von Hexham und Newcastle
- Wright, Stephen (* 1980), englischer Fußballspieler
- Wright, Steven (* 1955), US-amerikanischer Schauspieler, Schriftsteller und Stand-up-Comedian
- Wright, Steven (* 1983), US-amerikanischer Basketballspieler
- Wright, Stevie (1947–2015), britischer Rockmusiker, Sänger der australischen Band The Easybeats
- Wright, Sue (* 1970), englische Squashspielerin
- Wright, Sue Ellen (* 1943), amerikanische Übersetzungswissenschaftlerin, Terminologin und Linguistin
- Wright, Susan (* 1963), US-amerikanische Schriftstellerin
- Wright, Susanna (1697–1784), britische Dichterin und Meinungsmacherin in Pennsylvania
- Wright, Sydney Fowler (1874–1965), britischer Schriftsteller

###### Wright, T
- Wright, Tanisha (* 1983), US-amerikanische Basketballspielerin
- Wright, Tanya (* 1971), US-amerikanische Schauspielerin
- Wright, Teresa (1918–2005), US-amerikanische Schauspielerin
- Wright, Teya (* 1989), US-amerikanische Basketballspielerin
- Wright, Thelma (* 1951), kanadische Mittel- und Langstreckenläuferin
- Wright, Thomas (1711–1786), englischer Philosoph, Astronom, Mathematiker, Architekt
- Wright, Thomas (1809–1884), schottischer Arzt und Paläontologe
- Wright, Thomas (1810–1877), englischer Altertumsforscher und Schriftsteller
- Wright, Thomas (* 1947), irischer Politiker
- Wright, Thomas Lee, US-amerikanischer Filmproduzent, Filmregisseur, Drehbuchautor und Dokumentarfilmer
- Wright, Tom (* 1952), US-amerikanischer Schauspieler und Stuntman
- Wright, Tom (* 1957), britischer Architekt
- Wright, Tommy (* 1944), englischer Fußballspieler
- Wright, Tommy (* 1963), nordirischer Fußballtorhüter und -trainer
- Wright, Tommy (* 1995), österreichischer Fußballspieler und Trainer
- Wright, Tracy (1959–2010), kanadische Schauspielerin
- Wright, Trevor (* 1946), britischer und neuseeländischer Marathonläufer
- Wright, Trevor (* 1980), US-amerikanischer Schauspieler
- Wright, Turbutt (1741–1783), US-amerikanischer Politiker
- Wright, Tyler (* 1973), kanadischer Eishockeyspieler und -scout

###### Wright, V
- Wright, Vernon S. (1889–1934), US-amerikanischer Politiker
- Wright, Victoria (* 1974), französisch-bulgarische Badmintonspielerin
- Wright, Vincent (1937–1999), britischer Politikwissenschaftler und Hochschullehrer

###### Wright, W
- Wright, Walter (1866–1933), neuseeländischer Maler
- Wright, Warwick (1876–1945), britischer Motorboot- und Automobilrennfahrer
- Wright, Wayne (1932–2008), US-amerikanischer Jazzmusiker (Gitarre)
- Wright, Whitney (* 1991), US-amerikanische Pornodarstellerin
- Wright, Wilbur (1867–1912), US-amerikanischer Flugpionier und FlugzeugbauerWilbur Wright (1867–1912)

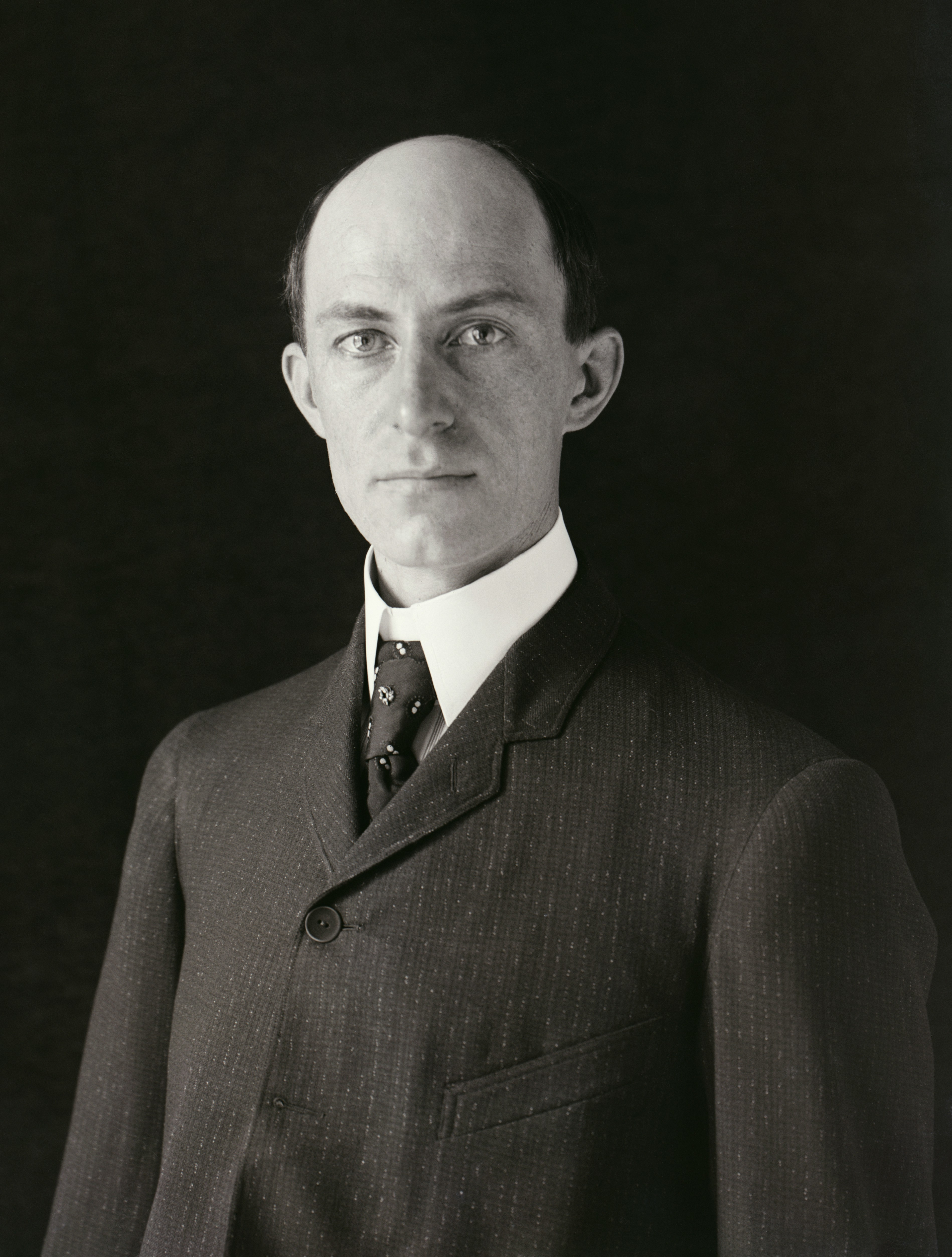
Wilbur Wright (1867–1912)

- Wright, Wilhelm von (1810–1887), finnlandschwedischer Maler und Grafiker
- Wright, Will (1894–1962), US-amerikanischer Charakterdarsteller
- Wright, Will (* 1960), US-amerikanischer Computerspielentwickler
- Wright, William (1735–1819), schottischer Botaniker und Arzt
- Wright, William (1794–1866), US-amerikanischer Politiker
- Wright, William (1830–1889), britischer Arabist
- Wright, William (1952–2021), australischer Geistlicher, römisch-katholischer Bischof von Maitland-Newcastle
- Wright, William Bacon (1830–1895), US-amerikanischer Jurist sowie konföderierter Politiker und Offizier
- Wright, William C. (1866–1933), US-amerikanischer Politiker
- Wright, William Connor (1930–2016), US-amerikanischer Autor
- Wright, William H. (1902–1980), US-amerikanischer Film- und Fernsehproduzent sowie Drehbuchautor
- Wright, William H. S. (1907–2009), US-amerikanischer Offizier, Generalleutnant der US-Army
- Wright, William Hammond (1871–1959), US-amerikanischer Astronom
- Wright, William M. (1863–1943), US-amerikanischer Militär, General der US Army
- Wright, Wilmer Cave (1868–1951), US-amerikanische Klassische Philologin
- Wright, Woody (* 1957), US-amerikanischer Country-Sänger und Komponist

###### Wright, Z
- Wright, Zack (* 1985), bosnisch-US-amerikanischer Basketballspieler

###### Wright-F
- Wright-Firth, Richard, britischer Schauspieler und Synchronsprecher

###### Wright-J
- Wright-Joseph, Shahadi (* 2005), US-amerikanische Schauspielerin, Sängerin und Tänzerin

###### Wright-K
- Wright-Koteka, Elizabeth, Diplomatin der Cookinseln

###### Wright-P
- Wright-Phillips, Bradley (* 1985), englischer Fußballspieler
- Wright-Phillips, Shaun (* 1981), englischer FußballspielerShaun Wright-Phillips (* 1981)

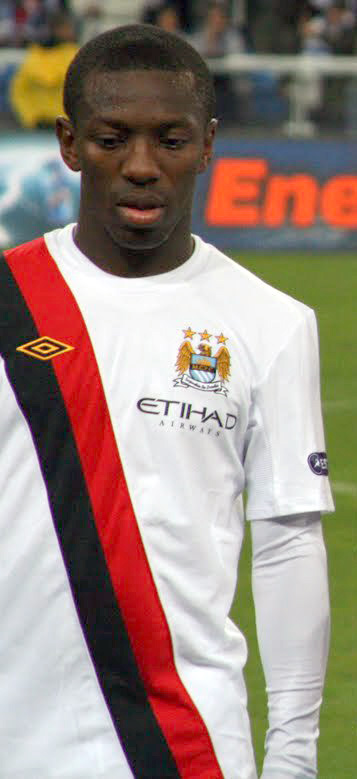
Shaun Wright-Phillips (* 1981)

###### Wrighto
- Wrighton, Bruce (1950–1988), US-amerikanischer Fotograf
- Wrighton, John (* 1933), britischer Leichtathlet
- Wrighton, Mark S. (* 1949), US-amerikanischer Chemiker und Universitätskanzler

###### Wrights
- Wrightsman, Stan (1910–1975), US-amerikanischer Jazzmusiker (Piano)
- Wrightson, Bernard (* 1944), US-amerikanischer Wasserspringer
- Wrightson, Bernie (1948–2017), US-amerikanischer ComiczeichnerBernie Wrightson (1948–2017)

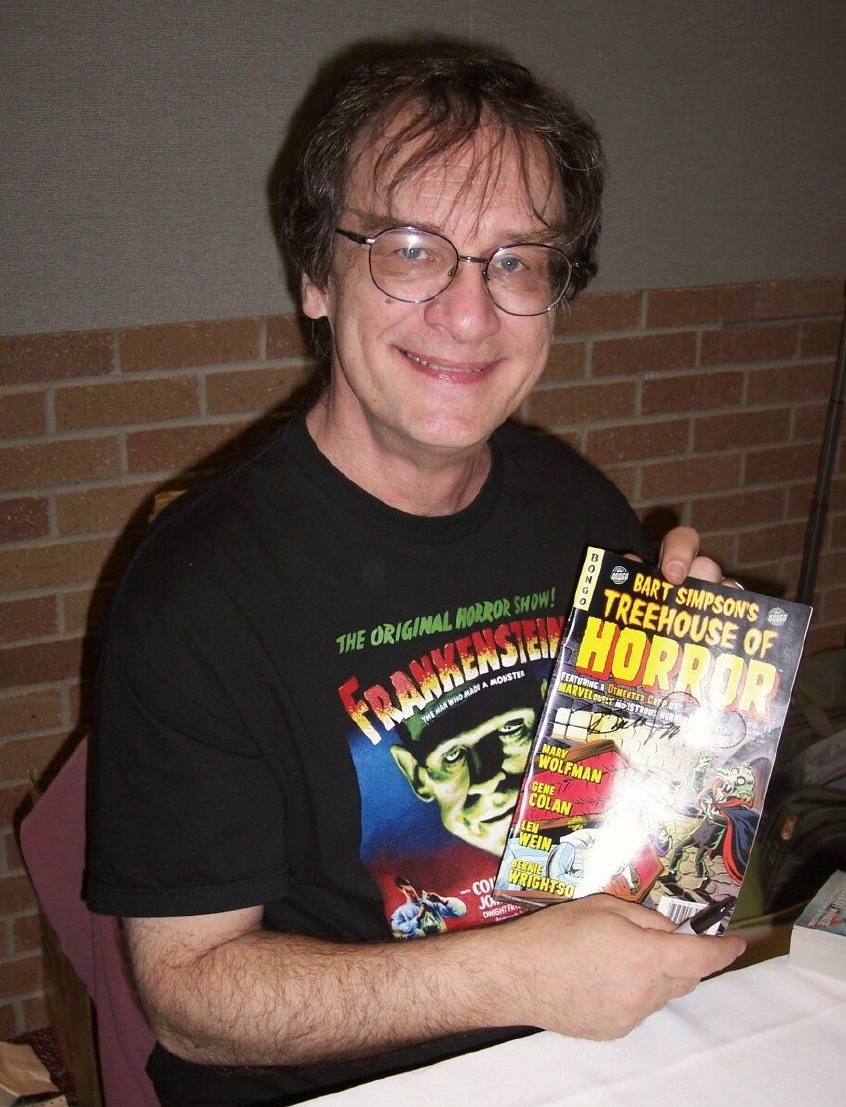
Bernie Wrightson (1948–2017)

- Wrightson, Patricia (1921–2010), australische Kinder- und Jugendbuchautorin

##### Wrigl
- Wrigley, David (* 1980), kanadischer Eishockeyspieler
- Wrigley, Drew (* 1965), US-amerikanischer Politiker
- Wrigley, Edward Anthony (1931–2022), britischer Wirtschaftshistoriker und historischer Demograph
- Wrigley, Henry (1892–1987), australischer Air Vice Marshall
- Wrigley, William junior (1861–1932), US-amerikanischer Kaugummihersteller
- Wrigley, William junior II. (* 1963), US-amerikanischer Unternehmer

#### Wrin
- Wrinch, Dorothy (1894–1976), britische Mathematikerin und Wissenschaftlerin
- Wringham, Robert (* 1982), britischer Humorist, Journalist und Buchautor
- Wrinkle, Austin (* 1971), US-amerikanischer Perkussionist und Komponist

#### Wrio
- Wriothesley, Henry, 3. Earl of Southampton (1573–1624), englischer Adliger und Patron von Shakespeare, Mitgründer der Kolonie Virginia
- Wriothesley, Thomas, 1. Earl of Southampton (1505–1550), englischer Adliger und Lordkanzler
- Wriothesley, Thomas, 4. Earl of Southampton (1607–1667), englischer Staatsmann und Peer

#### Wris
- Wrisberg, Christoph von (1511–1580), kaiserlicher Obrist und Landsknechtsführer
- Wrisberg, Ernst von (1862–1927), preußischer Generalmajor
- Wrisberg, Heinrich August (1739–1808), deutscher Gynäkologe
- Wrisberg, Johann Friedrich von (1783–1859), Drost in Mecklenburg-Schwerin
- Wrisberg, Ludolph Friedrich von (1823–1894), deutscher Jurist, Beamter und Politiker (DkP), MdR
- Wrisberg, Wilhelm von (1828–1914), preußischer Generalleutnant
- Wrisch, Wolf (1944–2009), deutscher Maler, Kunstpädagoge, Hochschulprofessor und Autor sowie Inhaber der Akademie Rhodt

#### Writ
- Writer, J. R. (* 1984), US-amerikanischer Rapper
- Writer, John (* 1944), US-amerikanischer Sportschütze
- Writz, Johann (1805–1876), österreichischer Unternehmer und Politiker, Landtagsabgeordneter
- Writze, Matthias (* 1988), österreichischer Filmeditor und Drehbuchautor

### Wro
- Wróbel, Agata (* 1981), polnische Gewichtheberin
- Wróbel, Andrzej (* 1953), polnischer Rechtswissenschaftler, Richter und Hochschullehrer
- Wrobel, Daniel (* 1986), deutscher Eishockeytorwart
- Wrobel, David (* 1991), deutscher Diskuswerfer
- Wrobel, Dieter (* 1968), deutscher Fachdidaktiker
- Wrobel, Dirk (* 1983), deutscher Eishockeyspieler
- Wrobel, Eduard (1851–1931), deutscher Lehrer für Mathematik und Physik, Direktor der Großen Stadtschule Rostock
- Wrobel, Egon (* 1939), deutscher Keramiker und Schmuckgestalter
- Wrobel, Engelbert (* 1959), deutscher Jazzmusiker
- Wrobel, Feliks (1894–1954), polnischer Komponist
- Wrobel, Heinz (1929–2015), deutscher Fernsehjournalist und Nachrichtensprecher
- Wrobel, Horst (1935–2022), deutscher Designer und Mühlensammler
- Wrobel, Johann (1831–1909), österreichischer Gräzist
- Wróbel, Józef (* 1952), polnischer Ordensgeistlicher und römisch-katholischer Weihbischof in Lublin
- Wrobel, Katrin (* 1977), deutsche Schauspielerin, Fotomodell und ModeratorinKatrin Wrobel (* 1977)

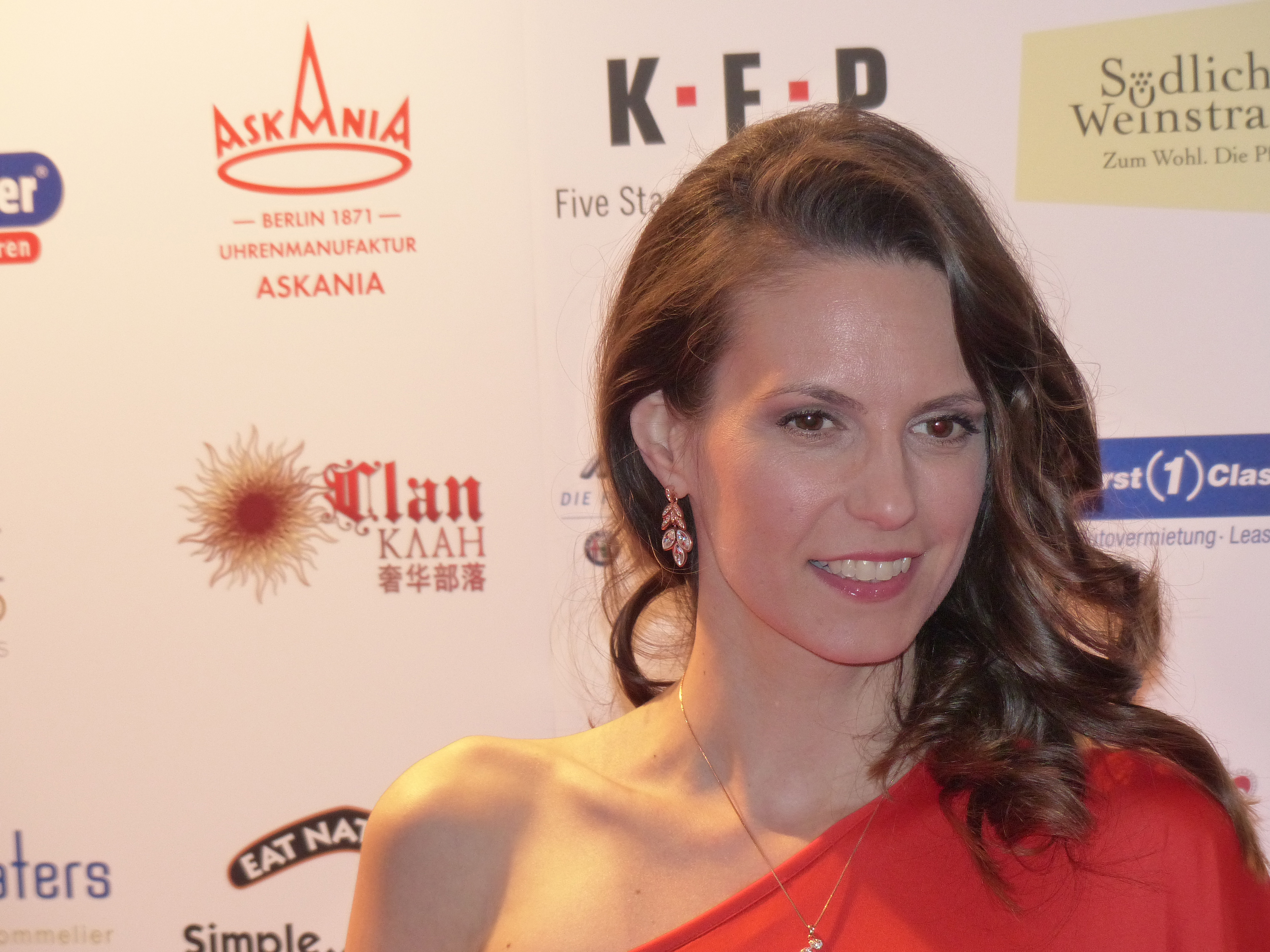
Katrin Wrobel (* 1977)

- Wróbel, Krzysztof (* 1981), polnischer Snookerspieler
- Wróbel, Marcin (* 2004), polnischer Skispringer
- Wróbel, Marian (1907–1960), polnischer Schachkomponist
- Wrobel, Martin (* 1979), deutscher Wirtschaftswissenschaftler
- Wrobel, Nina (* 1983), deutsche Mountainbike-Radsportlerin
- Wróbel, Paweł (* 1984), polnischer Organist
- Wrobel, Ralph Michael (* 1968), deutscher Wirtschaftswissenschaftler
- Wrobel, Reinhard (1959–2006), deutscher Theaterschauspieler
- Wrobel, Ronaldo (* 1968), brasilianischer Autor
- Wrobel, Rüdiger (* 1955), deutscher Fußballspieler
- Wrobel, Stefan, deutscher Informatiker und Hochschullehrer
- Wróbel, Walerian (1925–1942), polnischer ZwangsarbeiterWalerian Wróbel (1925–1942)

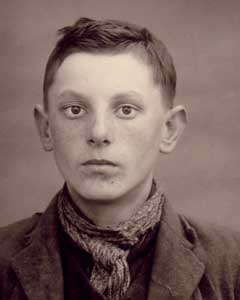
Walerian Wróbel (1925–1942)

- Wrobel, Wilhelm (1900–1961), deutscher Maler und Bildhauer
- Wroblewitz, Maureen (* 1998), philippinisch-deutsches Fotomodel
- Wróblewska, Hanna (* 1968), polnische Kunsthistorikerin, Kuratorin und Museumsdirektorin
- Wróblewska, Marianna (* 1943), polnische Jazzsängerin
- Wróblewska, Wanda (1911–1997), polnische Regisseurin
- Wróblewski, Andrzej (1927–1957), polnischer Maler und Autor
- Wróblewski, Bogusław (* 1955), polnischer Kritiker, Literaturwissenschaftler, Redakteur, Herausgeber, Lyriker, Übersetzer und Literaturförderer
- Wroblewski, David (* 1959), US-amerikanischer Schriftsteller
- Wroblewski, Eduard (1933–1966), deutsches Todesopfer der Berliner Mauer
- Wroblewski, Georg (1921–1999), deutscher Brigadegeneral der Luftwaffe
- Wróblewski, Jan (1936–2024), polnischer Musiker und Journalist
- Wróblewski, Jan (* 1940), polnischer Pilot
- Wróblewski, Krzysztof (* 1962), polnischer Maler und Bildhauer
- Wróblewski, Piotr Walenty (1843–1909), polnischer Veteran des Januaraufstandes, patriotischer Aktivist und Offizier
- Wroblewski, Rainer (* 1952), deutscher Fußballspieler
- Wróblewski, Walery Antoni (1836–1908), polnischer Revolutionär und General der Pariser Kommune
- Wróblewski, Władysław (1875–1951), polnischer Politiker und Diplomat
- Wróblewski, Zygmunt (1845–1888), polnischer Chemiker und Physiker
- Wroblewsky, Clement de (* 1943), deutscher Musiker, Pantomime und Autor
- Wroblewsky, Daniel (1744–1818), polnischer Orgelbauer in Dänemark und Norwegen
- Wroblewsky, Pascal von (* 1962), deutsche Jazzsängerin und Schauspielerin
- Wroblewsky, Vincent von (* 1939), deutscher Philosoph, Autor, Übersetzer und Konferenzdolmetscher
- Wrochem, Adam Johann Gottlob von (1765–1840), preußischer Leutnant und Landrat
- Wrochem, Albrecht von (1880–1944), deutscher Verwaltungsjurist
- Wrochem, Arthur von (1847–1921), preußischer Generalmajor
- Wrochem, Carl Arthur von (1809–1872), deutscher Verwaltungsjurist und Politiker
- Wrochem, Claudius von (* 1965), deutscher Cellist
- Wrochem, Gustav Gottlob von (1768–1816), preußischer Landrat
- Wrochem, Hans von (1853–1914), preußischer Generalleutnant
- Wrochem, Johann Gottlob von (1938–2020), deutscher Pianist und Komponist
- Wrochem, Johann Heinrich von (1735–1807), preußischer Marschkommissar und Landrat
- Wrochem, Oliver von (* 1968), deutscher Historiker
- Wrochem, Ulrich von (* 1944), deutscher Bratschist
- Wrochem, Walther von (1848–1907), preußischer Generalmajor
- Wrochem, Wilhelmine von (1798–1839), deutsche Flötistin, Opernsängerin (Sopran) und Theaterschauspielerin
- Wrocklage, Hartmuth (* 1939), deutscher Jurist und Politiker (SPD)
- Wrocławski, Roman (* 1955), polnischer Ringer
- Wroda, Maryna (* 1982), ukrainische Filmregisseurin
- Wroe, Ellen (* 1988), US-amerikanische Schauspielerin
- Wroe, Sean (* 1985), australischer Leichtathlet
- Wroe, Stephen (* 1962), australischer Evolutionsbiologe und Paläontologe
- Wrogemann, Henning (* 1964), deutscher evangelischer Theologe und Hochschullehrer
- Wrogemann, Hermann (1899–1985), deutscher Politiker (NLP), MdL
- Wroldsen, Ina (* 1984), norwegische Songwriterin und Sängerin
- Wrolich, Peter (* 1974), österreichischer RadrennfahrerPeter Wrolich (* 1974)

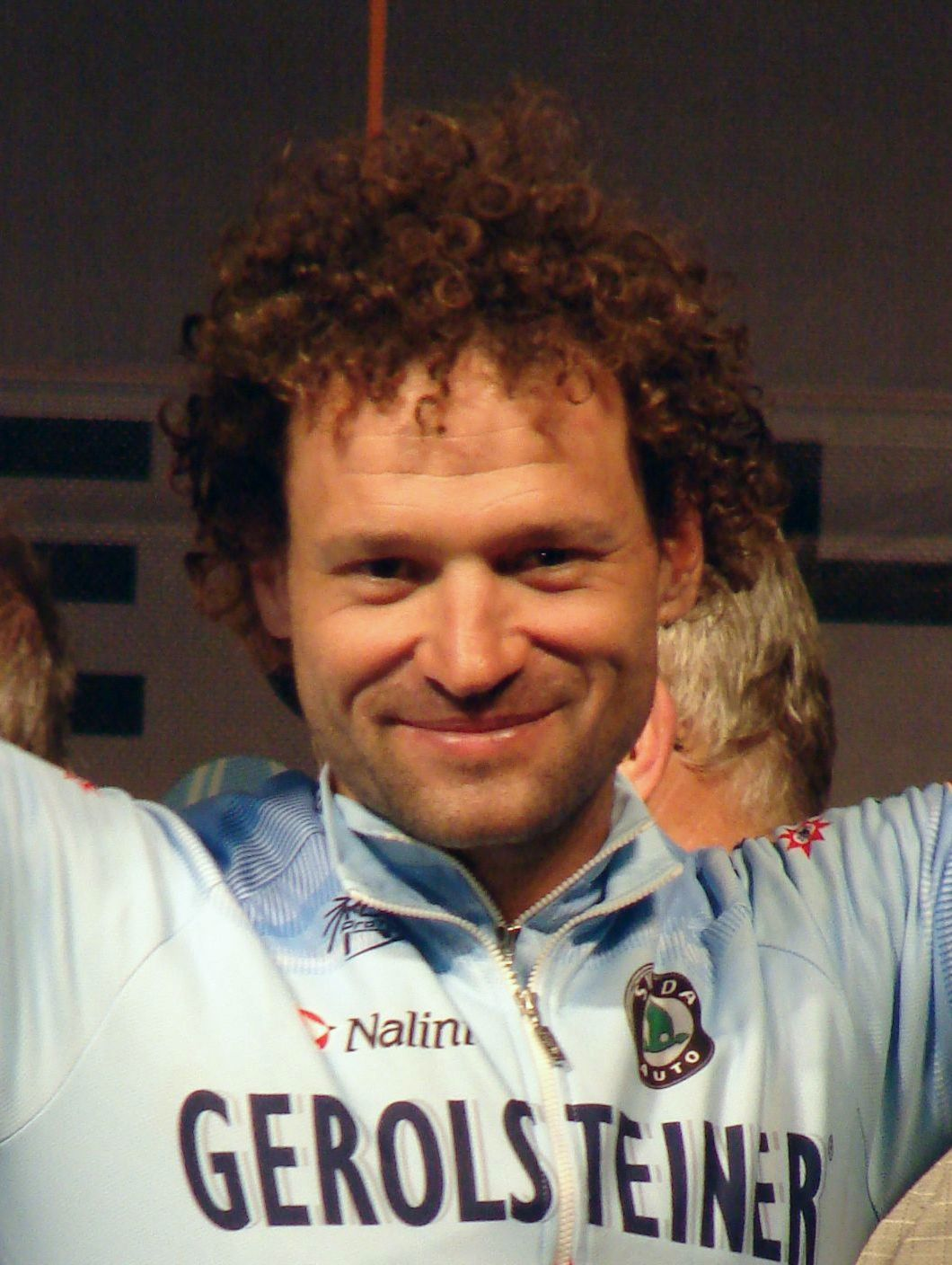
Peter Wrolich (* 1974)

- Wrolstad, Craig (* 1965), US-amerikanischer American-Football-Schiedsrichter
- Wrona, Aleksander (1940–2022), polnischer Hockeyspieler
- Wrona, Marek (* 1966), polnischer Radrennfahrer
- Wrona, Zdzisław (* 1962), polnischer Radrennfahrer
- Wrona-Kutrzepa, Alicja (* 1996), polnische Leichtathletin
- Wrone, David (* 1933), US-amerikanischer Hochschullehrer, Professor für Geschichtswissenschaften
- Wronecka, Joanna (* 1958), polnische Arabistin, Diplomatin und Botschafterin
- Wrong, Dennis (1923–2018), kanadisch-US-amerikanischer Soziologe
- Wrong, Michela (* 1961), britische Journalistin und Schriftstellerin
- Wronka, Gertrud (1881–1952), deutsche Lehrerin und Politikerin (Zentrum, CDU), MdL
- Wronka, Patryk (* 1995), polnischer Eishockeyspieler
- Wronker, Hermann (1867–1942), deutscher Einzelhandelsunternehmer, Begründer der Warenhauskette Wronker
- Wronker, Ida (* 1871), deutsche Kauffrau, Warenhauskonzern-Teilhaberin und Wohltäterin
- Wronker, Max (1892–1966), deutscher Kaufmann und Unternehmer
- Wronker, Simon (1860–1921), deutscher Kaufmann und Unternehmer
- Wronkow, George (1905–1989), deutsch-US-amerikanischer Journalist
- Wronkow, Ludwig (1900–1982), deutsch-US-amerikanischer Journalist, Pressezeichner und Karikaturist
- Wronska, Hanna (* 1974), ukrainische Juristin und Politikerin
- Wrońska, Maria (* 1919), polnische Chemikerin und Hochschullehrerin
- Wroński, Andrzej (* 1965), polnischer Ringer
- Wroński, Edmund (1922–2020), deutscher Politiker (CDU), MdA
- Wroński, Tadeusz (1915–2000), polnischer Geiger und Musikpädagoge
- Wronsky, Martin (1877–1946), deutscher Manager
- Wronsky, Siddy (1883–1947), jüdische Wohlfahrtspolitikerin
- Wroost, Wilfried (1889–1959), deutscher Erzähler und Dramatiker
- Wroten, Tony (* 1993), US-amerikanischer Basketballspieler
- Wroth, Charles Peter (1929–1991), britischer Ingenieur
- Wroth, Mary (* 1587), englische Adlige, Hofdame und Dichterin
- Wrottesley, Clifton (* 1968), irischer Skeletonpilot
- Wrottesley, Hugh († 1381), englischer Ritter
- Wrottesley, John (1798–1867), englischer Astronom
- Wrotyński, Marcin (* 1996), polnischer Hammerwerfer
- Wroughton, Robert Charles (1849–1921), britisch-indischer Forstbeamter und britischer Zoologe

### Wrs
- WRS (* 1993), rumänischer Sänger-Songwriter

### Wrt
- Wrtby, Johann Joseph von (1669–1734), königlicher Statthalter von Böhmen und Oberstburggraf

### Wru
- Wrubel, Allie (1905–1973), amerikanischer Saxophonist, Komponist und Songwriter
- Wrubel, Dmitri Wladimirowitsch (1960–2022), russischer Maler
- Wrubel, Marshal H. (1924–1968), US-amerikanischer Astronom
- Wrubel, Michail Alexandrowitsch (1856–1910), russischer Maler des SymbolismusMichail Alexandrowitsch Wrubel (1856–1910)

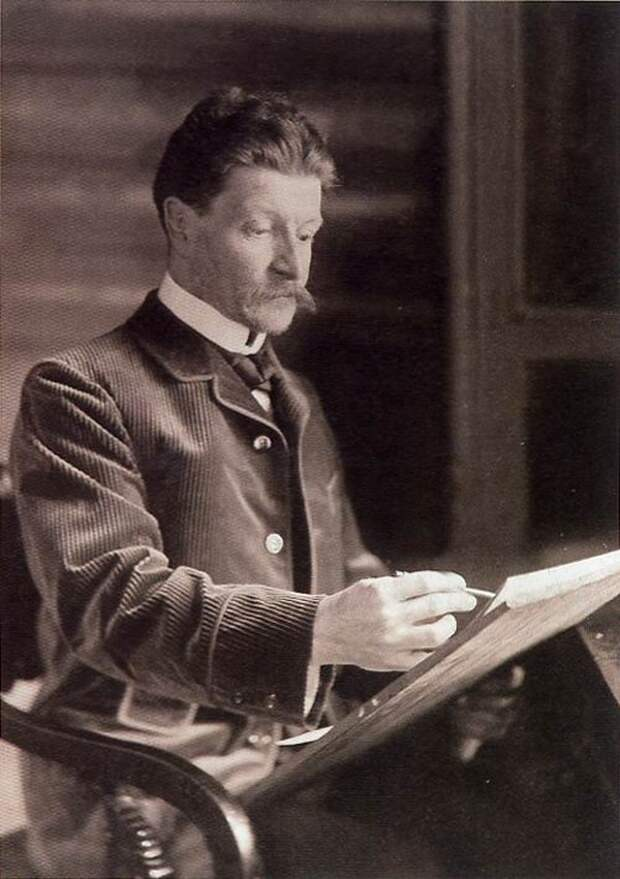
Michail Alexandrowitsch Wrubel (1856–1910)

- Wrubleski, Alex (* 1984), kanadische Radrennfahrerin
- Wruck, Anna (* 1993), US-amerikanische Volleyballspielerin
- Wruck, Dieter (1940–2022), deutscher Fußballspieler und -funktionär
- Wruck, Dylan (* 1992), deutsch-kanadischer EishockeyspielerDylan Wruck (* 1992)

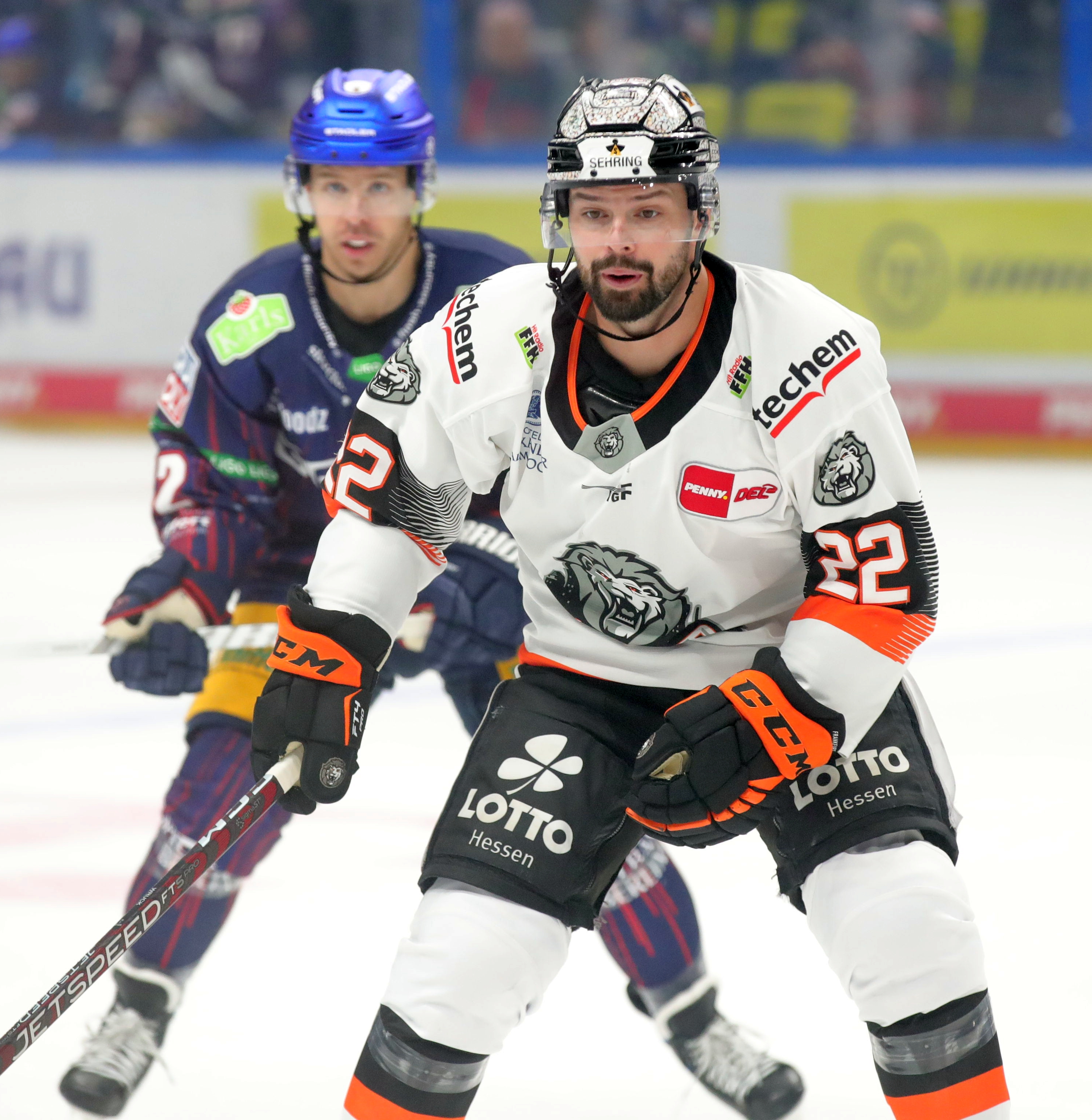
Dylan Wruck (* 1992)

- Wruck, Ekkehard (1942–2003), deutscher Politiker (CDU), MdA
- Wruck, Horst (1946–2022), deutscher Fußballspieler
- Wruck, Jacqueline (* 1998), deutsches Model
- Wruck, Torsten (* 1969), deutscher Fußballspieler
- Wruck, Wolfgang (1944–2014), deutscher Fußballspieler, Spieler der Fußballnationalmannschaft der DDR
- Wruck, Wolfgang (1944–2016), deutscher Fußballspieler

### Wry
- Wrycz Rekowski, Chris von (* 1968), deutscher Kommunalpolitiker
- Wrye, Donald (1934–2015), US-amerikanischer Film- und Fernsehregisseur, Drehbuchautor und Produzent

### Wrz
- Wrzesiński, Wacław (1918–1981), polnischer Radsportler
- Wrzol, Ludwig (1881–1940), schlesisch-polnischer, römisch-katholischer Geistlicher und Märtyrer
- Wrzosek, Adam (1875–1965), polnischer Anthropologe und Medizinhistoriker